# Motociclisme de velocitat

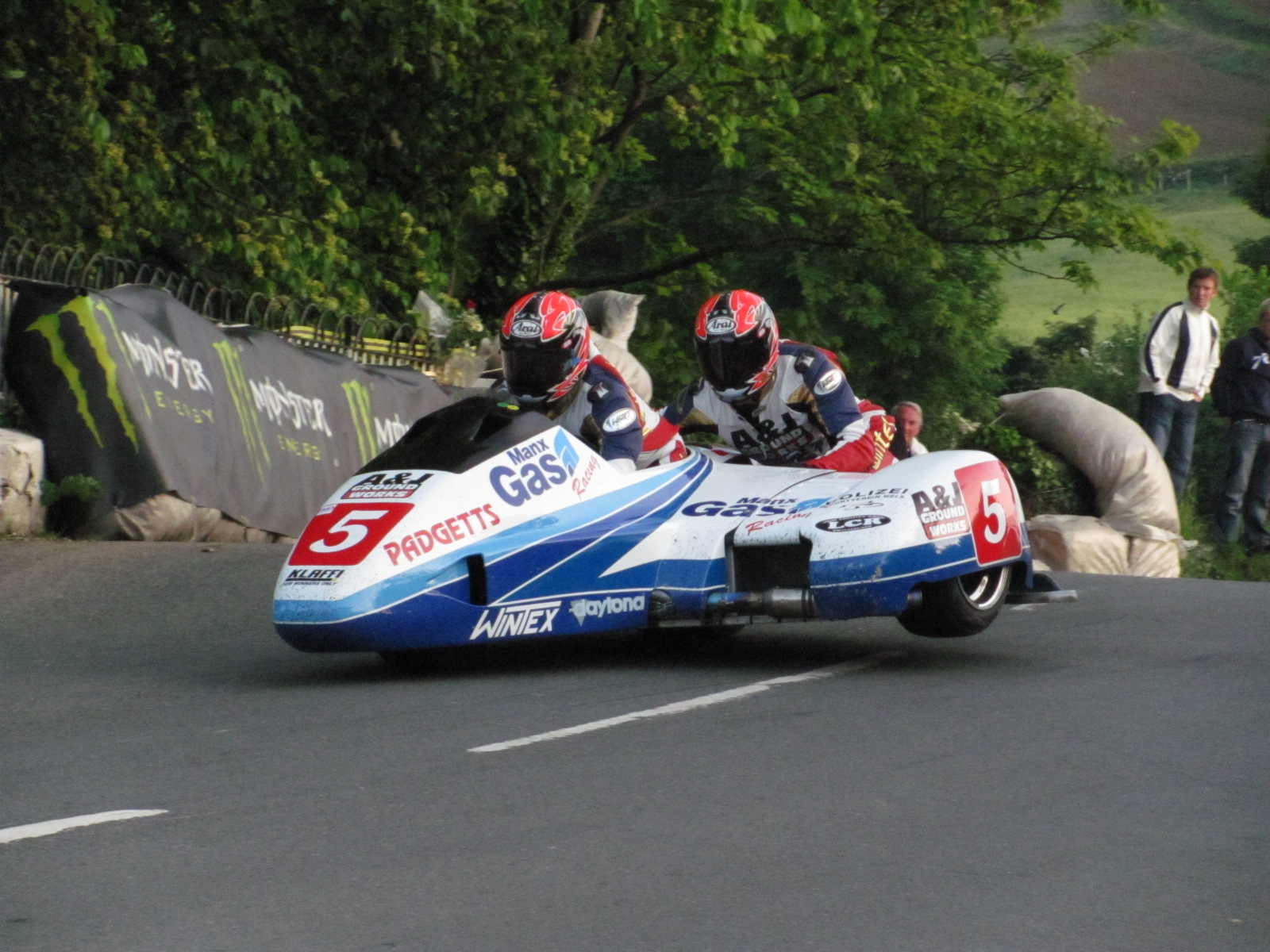
Cursa de sidecars a l'Illa de Man (2010)

El motociclisme de velocitat, conegut també simplement com a velocitat, és una modalitat de motociclisme consistent a disputar curses de circuit de curta durada en què els pilots han de completar un nombre determinat de voltes en el mínim temps possible. N'hi ha diverses variants basades en el tipus de motocicleta que s'hi fa servir, però totes tenen en comú el fet de disputar-se sobre superfície pavimentada i consistir en proves de velocitat. Així doncs, entren dins aquesta modalitat les curses basades en la producció en sèrie, com ara les de ciclomotors i les d'escúters, les de Superbike, Superstock i Supersport (que es disputen amb versions modificades de motocicletes de carretera disponibles al mercat), i les més conegudes de totes, els Grans Premis de velocitat. No es consideren com a motociclisme de velocitat, però, les competicions de resistència, ja que tot i celebrar-se també en circuits asfaltats i emprar-s'hi la mateixa tècnica de conducció, el plantejament i desenvolupament de les curses canvia totalment en cercar-s'hi la resistència de pilot i màquina més que no pas la velocitat punta.
Pel que fa a la manifestació més coneguda d'aquesta modalitat, els Grans Premis de velocitat, aquests es disputen tant en motocicleta com en sidecar, essent l'única diferència entre l'una i l'altra variant el fet que en les competicions de sidecars les motocicletes en duen un d'incorporat i hi participen equips formats per parelles de passatger i copilot. Als Grans Premis hi corren motocicletes dissenyades específicament per a les curses, que no estan a l'abast del públic en general ni poden ésser conduïdes legalment per la via pública.

## El Campionat del Món
El Campionat del Món de Motociclisme de velocitat (en anglès: Road Racing World Championship Grand Prix), més conegut com a "Campionat del Món de Motociclisme" o "Mundial de Velocitat" simplement, és la competició principal d'aquesta modalitat. Actualment es divideix en tres classes o categories: MotoGP, Moto2 i Moto3, en què les motocicletes que hi corren fan servir motors de quatre temps. Al llarg de la seva història, el campionat ha inclòs les categories de 50cc, 80cc, 125cc, 250cc, 350cc i 500cc per a les motos, i de 350cc i 500cc per als sidecars. Durant un temps, a més, existí un Campionat reservat a motocicletes de 750 cc, anomenat Fórmula 750.

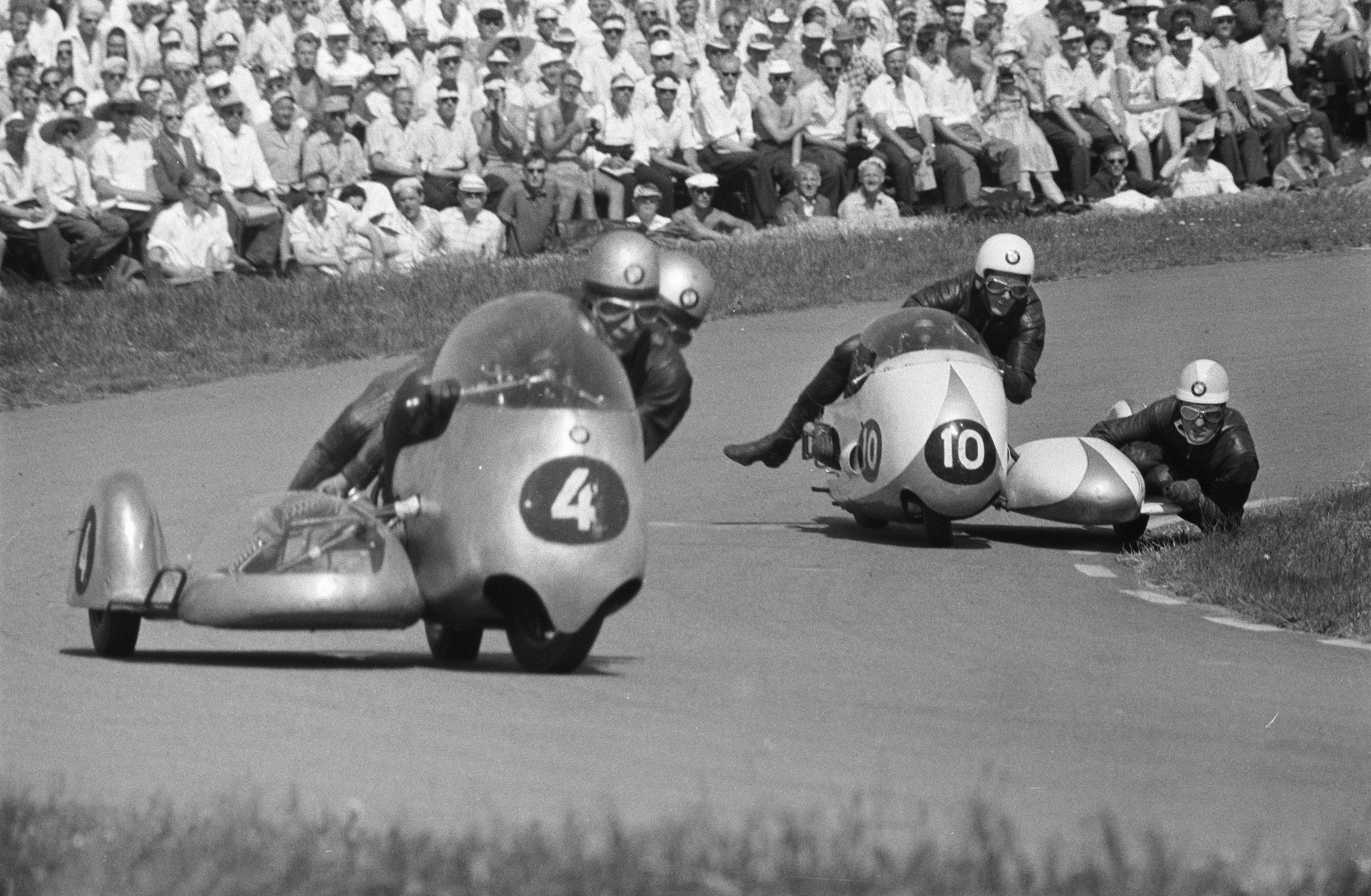
La cursa de sidecars del Dutch TT de

El mundial consta d'esdeveniments repartits pels cinc continents, anomenats Grans Premis, dins els quals s'han vingut disputant tradicionalment diverses curses, una per a cada categoria de motocicleta (basant-se en la cilindrada del motor), i una altra per als sidecars. Pel que fa al calendari de curses, la temporada 2011, per exemple, constava de 18 Grans Premis celebrats entre els mesos de març i novembre en un total de 15 estats (dos dels quals, als Països Catalans: el Gran Premi de Catalunya i el de la Comunitat Valenciana).
L'any 1949, la Federació Internacional de Motociclisme (FIM) organitzà la primera edició d'aquest campionat. Actualment, Dorna Sports n'és propietària dels drets comercials, mantenint-se la FIM com a ens sancionador esportiu. Els equips estan representats per la International Road Racing Teams Association (IRTA) i els fabricants per la Motorcycle Sport Manufacturers Association (MSMA). Aquestes quatre entitats (FIM, Dorna, IRTA i MSMA) conformen la Comissió de Grans Premis (Grand Prix Commission), encarregada de determinar les reglamentacions i modificacions en la normativa. En cas d'empat, Dorna disposa d'un vot de qualitat, i pel que fa als casos de modificacions tècniques, la MSMA pot promulgar unilateralment o vetar els canvis per unanimitat entre els seus membres.

### Els Grans Premis
Les curses puntuables per al Campionat del Món, anomenades Grans Premis, es componen d'un o dos dies d'entrenaments i qualificació, durant els quals es programen diverses sessions (lliures i oficials) on els pilots miren d'assolir la volta al circuit més ràpida possible per a sortir com més endavant millor a la cursa, que es disputa l'endemà de la qualificació. Pel que fa a la cursa, a diferència del Campionat del Món de Superbike, on se'n corren dues a cada esdeveniment, al mundial de velocitat se'n disputa només una per categoria a cada Gran Premi.

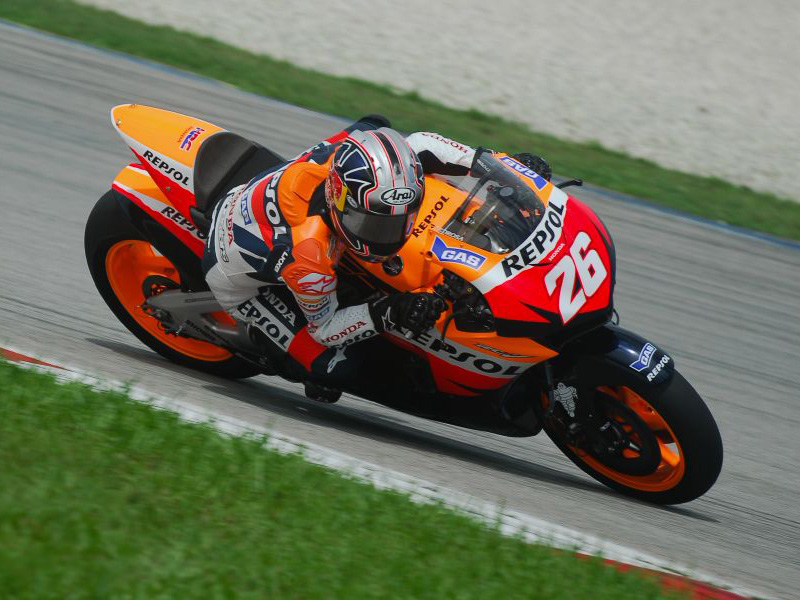
Dani Pedrosa provant l'Honda de MotoGP a Malàisia el 2007

La graella de sortida conté uns 20 corredors i es compon de tres columnes en el cas de MotoGP (quatre per a les categories de Moto2 i Moto3). Les posicions dins la graella es decideixen en ordre descendent a partir dels temps marcats en les tandes de qualificació, el més ràpid a la pole position (la primera posició) i la resta cap enrere. Les curses duren aproximadament 45 minuts i es disputen d'una tacada, sense entrar a boxes per a reposar combustible o pneumàtics.
El 2005, s'introduí una nova reglamentació flag-to-flag ("de bandera a bandera") a MotoGP. Anteriorment, si començava a ploure enmig d'una cursa iniciada en sec, tant els corredors com els organitzadors podien aturar-la ("bandera vermella") i després tornar-la a iniciar o bé continuar amb pneumàtics per a pluja. A partir d'aleshores, si plou es mostra bandera blanca, indicant que els pilots poden aturar-se a boxes, si volen, per a canviar la moto per una altra d'idèntica però amb pneumàtics diferents (ja siguin intermedis o slicks) i amb altres subtils diferències, com ara rotors de fre d'acer i diferents pastilles de fre, en comptes dels discos i les pastilles de carboni que es munten a les motos "seques". El motiu és que els frens de carboni s'han d'escalfar per a funcionar correctament, i l'aigua els refreda massa. La suspensió també es "suavitza" una mica a la moto per a pluja.
Les caigudes durant les curses són sovint de dues menes: per baix, amb el pilot més o menys seguint la trajectòria de la moto, i per dalt -les més perilloses-, amb el pilot expulsat per damunt la màquina. L'augment de l'ús del sistema de control de la tracció ha fet minvar la freqüència de les caigudes per dalt. Quan un pilot cau, el comissari de pista més proper oneja una bandera groga per a prohibir el pas per aquella zona; al mateix temps es mostra una bandera groga immòbil al revolt anterior. Si un pilot accidentat no pot ser evacuat de la pista de manera segura, la cursa s'atura amb bandera vermella.

### Categories
A continuació es mostren les especificacions dels aspectes principals de cada categoria.

#### MotoGP
La categoria reina del motociclisme de velocitat, MotoGP, substitueix des del 2002 a la històrica dels 500cc. Inicialment, es va permetre als fabricants de triar entre motors de dos temps fins a 500 cc o de quatre fins a 990 cc. El 2007, la cilindrada màxima dels motors es reduí a 800 cc per un mínim de 5 anys (sense reduir per això les restriccions de pes existents), i de cara a la temporada 2012 es tornà a augmentar, aquest cop a 1.000 cc. Els motors poden tenir fins a 4 cilindres i un diàmetre de 81 mm.

#### Moto2
La nova classe Moto2, amb motors de 600cc i 4 temps, substituí a partir del 2010 a l'antiga de 250cc i 2 temps. Els motors són produïts per Honda, els pneumàtics per Dunlop i l'electrònica la subministren només productors autoritzats per la FIM, amb un cost màxim de 650 euros per equipament. S'hi prohibeixen els frens de fibra de carboni i només se n'hi permeten d'acer. Això sí, no hi ha limitacions pel que fa al xassís.

#### Moto3
La nova classe Moto3, amb motors de 250cc i 4 temps, substituí a partir del 2012 a l'antiga de 125cc i 2 temps. Aquesta classe es limita a motors amb un sol cilindre i un diàmetre màxim de 81 mm. El pes total mínim de motocicleta i conductor és de 148 kg. Els pilots no poden tenir més de 28 anys, 25 si són wild-cards ("comodins", pilots convidats per l'organització) o acabats de contractar i participen per primera vegada al mundial.

### Reglamentacions
- El 2005, la capacitat del dipòsit de benzina es reduí de dos litres, quedant en un total de 24, i s'establí la norma 2.10.5 que prohibeix el refredament artificial del combustible de les motos. Des d'aleshores, el combustible no pot estar a menys de 15 °C de la temperatura ambient. Això es va fer per a evitar l'augment artificial de potència que provocava el fet d'augmentar la densitat del combustible tot refredant-lo.
- El 2006, la capacitat del dipòsit de benzina es tornà a reduir de dos litres, quedant en un total de 22
- D'ençà de 2007 i durant un període mínim de 5 anys, la FIM prohibí els motors de 2 temps a MotoGP i limità els motors a 800cc i quatre temps, amb la capacitat màxima del dipòsit de 21 litres.

#### Especificacions del motor
- Configuració: V2, V4 o 4 en línia (categoria MotoGP); 4 en línia (Moto2); monocilíndric (Moto3).
- Cilindrada: 1.000 cc (MotoGP); 600 cc (Moto2); 250 cc (Moto3).
- Cicle del motor: 4 temps (d'ençà de 2012, totes les categories).
- Vàlvules: 16 vàlvules (MotoGP i Moto2); 4 vàlvules (Moto3).
- Distribució: Arbre de lleves (DOHC), 4 vàlvules per cilindre.
- Combustible: Sense plom, 100 octans (qualsevol mena de combustible).
- Alimentació: Injecció.
- Aspiració: Motor d'aspiració natural.
- Potència: 240 CV (MotoGP); més de 150 CV (Moto2).
- Lubricació: Càrter humit.
- Màxim de revolucions: 17.500 - 18.000 rpm.
- Velocitat màxima: 349 km/h (MotoGP).
- Refrigeració: Bomba d'aigua individual.

#### Pneumàtics
El 2007 les noves regulacions de MotoGP limitaren el nombre de pneumàtics a fer servir durant els entrenaments, qualificacions i cursa a un màxim de 31 per pilot (14 d'anteriors i 17 de posteriors). El 2008 les regles tornaren a ser modificades per a permetre més pneumàtics per cap de setmana de curses, deixant-los en 40 (18 d'anteriors i 22 de posteriors). De cara al 2009, 2010 i 2011, la FIM vam designar com a proveïdor de pneumàtics a Bridgestone (Michelin deixà de subministrar-ne a MotoGP). Bridgestone proporciona 4 diferents tipus de pneumàtics anteriors, 6 de posteriors i un tipus per a mullat per a la temporada sencera. Per a cada Gran Premi, aquest proveïdor en proporciona només 2 tipus d'anteriors i posteriors. Per tal de garantir la imparcialitat, els pneumàtics s'assignen als corredors a l'atzar.

### Banderes de senyalització
Les banderes de senyalització es fan servir durant la cursa per tal d'advertir els corredors d'incidències i perills eventuals. Les més conegudes són aquestes:
| Bandera                               | Significat                                                                                                 |
| ------------------------------------- | --- |
| Groga                                 | Si es manté fixa, indica perill. Si es mostra agitada, avisa que cal estar preparat per a aturar-se aviat. |
| Groga amb franges vermelles verticals | Precaució, oli a la pista.                                                                                 |
| Blanca                                | Avisa de la presència d'un cotxe oficial o una ambulància a la pista.                                      |
| Verda                                 | El perill ha passat i la pista ha quedat lliure.                                                           |
| Negra                                 | Obliga a aturar-se al pilot a qui s'ensenya. El motiu més habitual és la conducció perillosa.              |
| Vermella                              | Cal aturar-se tot d'una. Quelcom greu obliga a aturar la cursa.                                            |

### Sistema de puntuació
La posició final dels pilots a la cursa determinarà els punts assolits que computen per al campionat. La puntuació que s'aplica actualment als Grans Premis puntuables per al Campionat del Món és la següent:
| Posició | 1  | 2  | 3  | 4  | 5  | 6  | 7 | 8 | 9 | 10 | 11 | 12 | 13 | 14 | 15 |
| ------- | -- | -- | -- | -- | -- | -- | - | - | - | -- | -- | -- | -- | -- | -- |
| Punts   | 25 | 20 | 16 | 13 | 11 | 10 | 9 | 8 | 7 | 6  | 5  | 4  | 3  | 2  | 1  |

## Història
El motociclisme de velocitat és la modalitat esportiva motociclista més antiga, i el seu origen es confon amb el de l'aparició de la motocicleta. Ja el 1904 s'organitzà a França la Copa Internacional, que fou guanyada per Demester amb una Griffon. A Catalunya, la primera cursa de motocicletes que ha estat documentada s'organitzà a Barcelona el 1906: la Copa Sportmen's Club, guanyada per Lluís Vidal amb una Wanderer.

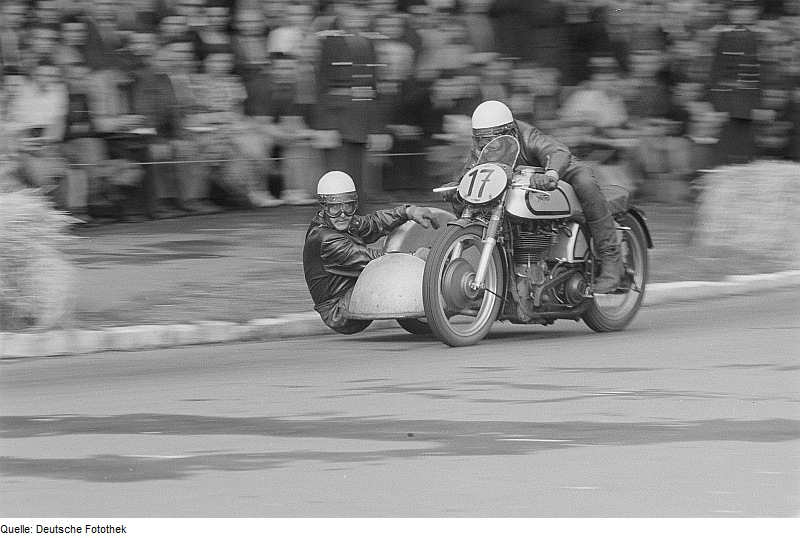
Cursa de sidecars a Nuremberg (1953)

La primera cursa important de motociclisme de velocitat que tingué continuïtat fou el Tourist Trophy de l'illa de Man, disputat per primer cop el 1907 en un circuit urbà al voltant de bona part de l'illa. Aquesta és de fet la cursa de motociclisme més antiga que es corre encara als nostres dies, i ha estat considerada l'antecessora de les actuals curses de velocitat. Aviat, els Tourist Trophy arrelaren a diversos països europeus, i durant anys se'n celebraren de molt famosos. Un d'aquests era el Dutch TT, celebrat en un circuit urbà d'Assen d'ençà de 1925 i que és l'antecedent directe d'un dels Grans Premis més populars que es corren avui dia, el Gran Premi dels Països Baixos.
Al llarg dels anys, la velocitat anà guanyant repercussió fins que el 1924 la FICM, ens antecessor de la FIM, n'instaurà un Campionat d'Europa. Disputat ininterrompudament fins al 1939, un cop acabada la Segona Guerra Mundial aquest campionat es reprengué l'any 1947 i es cancel·là definitivament després de l'edició de 1948, ja que el 1949 la FIM (nom que acabada de prendre l'antiga FICM) donà pas al Campionat del Món. Al començament, durant la dècada de 1950, el Campionat del Món era conegut també com a Continental Circus, ja que bona part dels pilots participants eren britànics que recorrien el continent europeu amb les seves furgonetes habilitades com a habitatge.
A banda del mundial de velocitat, al llarg de la història d'aquesta disciplina n'han existit altres competicions internacionals, com ara la Fórmula 750 (1973 - 1979), la Fórmula TT, dividida en Fórmula I, Fórmula II i Fórmula III (1977 - 1990), el Campionat del Món de Superbike (SBK), estrenat el 1988, el Campionat del Món de Supersport, instaurat el 1990, o el Campionat del Món de Superstock, iniciat el 1999. A banda, a més de les competicions internacionals es disputen campionats estatals arreu del món, així com diversos trofeus i copes de promoció.

### Evolució tecnològica

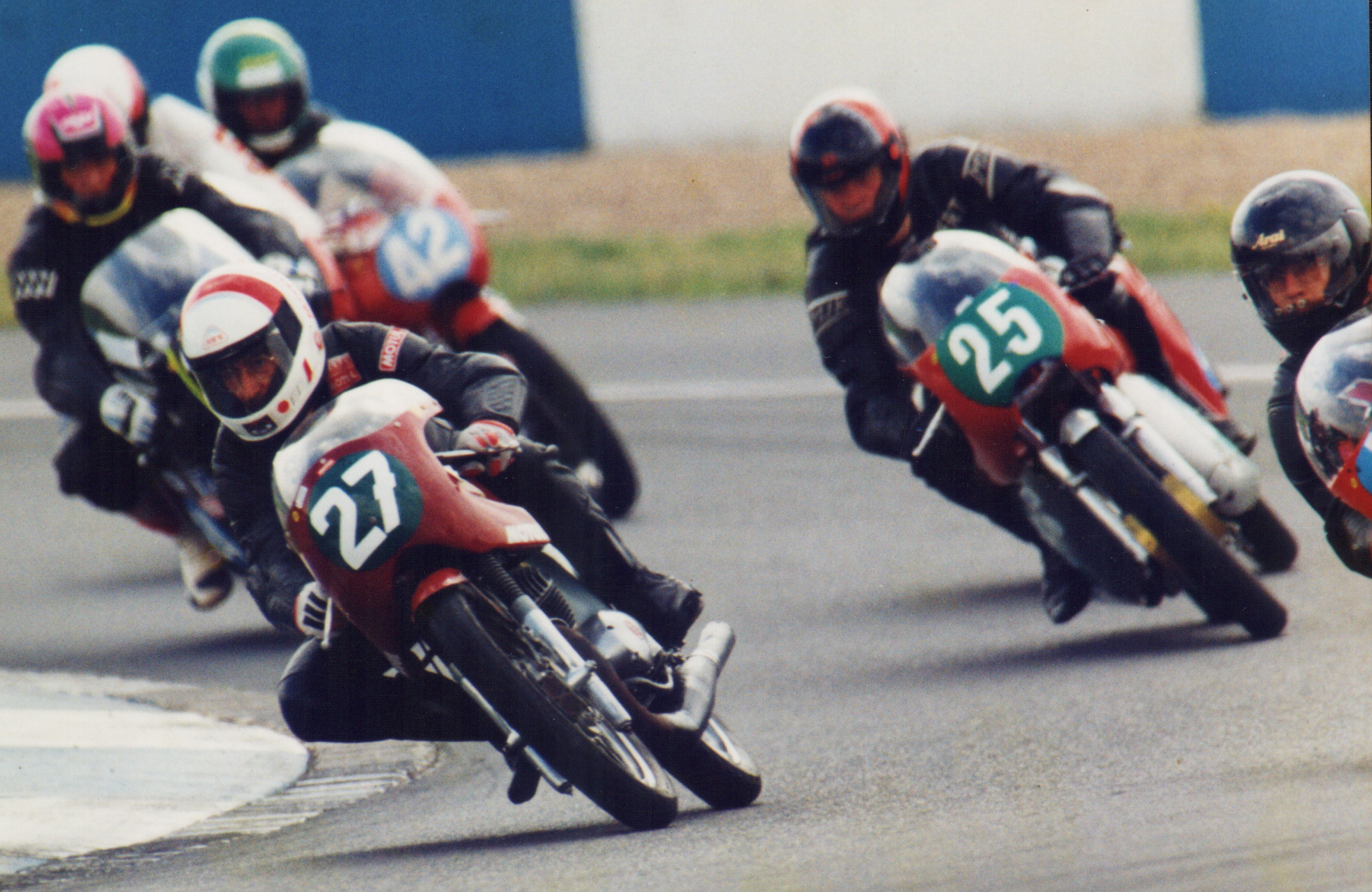
Jordi Fornas (27) encapçalant una cursa de "clàssiques" a Donington Park (1996)

Durant les dècades de 1950 i la major part de la de 1960, els motors de quatre temps dominaren totes les categories, degut en part a la normativa que permetia multiplicitat de cilindres (la qual cosa implicava pistons més petits i, per tant, altes revolucions) i de relacions de canvi (facilitant així bandes de potència més estretes). Durant la dècada de 1960, els motors de dos temps començaren a arrelar en les classes més petites. El 1969, la FIM, adonant-se'n dels alts costos de desenvolupament per als equips no oficials, promulgà una nova normativa que restringia totes les classes a un màxim de sis velocitats i dos cilindres (quatre en el cas dels 350cc i 500cc). Això va comportar una retirada en massa dels equips més potents en aquells moments: Honda, Suzuki i Yamaha, restant només en actiu MV Agusta. Aviat, però, varen tornar-hi Yamaha (1973) i Suzuki (1974), amb nous dissenys de motors de dos temps. Fou una època en què aquesta mena de motors eclipsà completament els de quatre temps en totes les categories. El 1979, Honda tornà a la competició amb la NR500, tot intentant de revifar els motors de quatre temps a la classe superior, però el projecte fracassà i el 1983 la marca triomfava als 500cc amb motors de dos temps.
La categoria dels 350cc va desaparèixer a la dècada de 1980 i els sidecars se separaren dels Grans Premis del Campionat del Món durant la dècada de 1990, dècada durant la qual la categoria dels 50cc fou reemplaçada per la de 80cc i poc després s'abandonà per complet, després d'haver estat dominada principalment per marques catalanes i alemanyes. Els Grans Premis quedaven així reduïts a les categories de 125, 250 i 500 cc. La situació es mantingué així fins al 2002, any en què els 500cc foren substituïts per la nova categoria reina del motociclisme: MotoGP, reservada inicialment a motors de dos temps fins a 500 cc o de quatre fins a 990 cc. El 2010 es reemplaçà la categoria dels 250cc per la nova de Moto2 (motors de quatre temps i 600 cc), i el 2012 els 125cc varen deixar pas a la nova categoria de Moto3 (motors de quatre temps i 250 cc).

### Cronologia

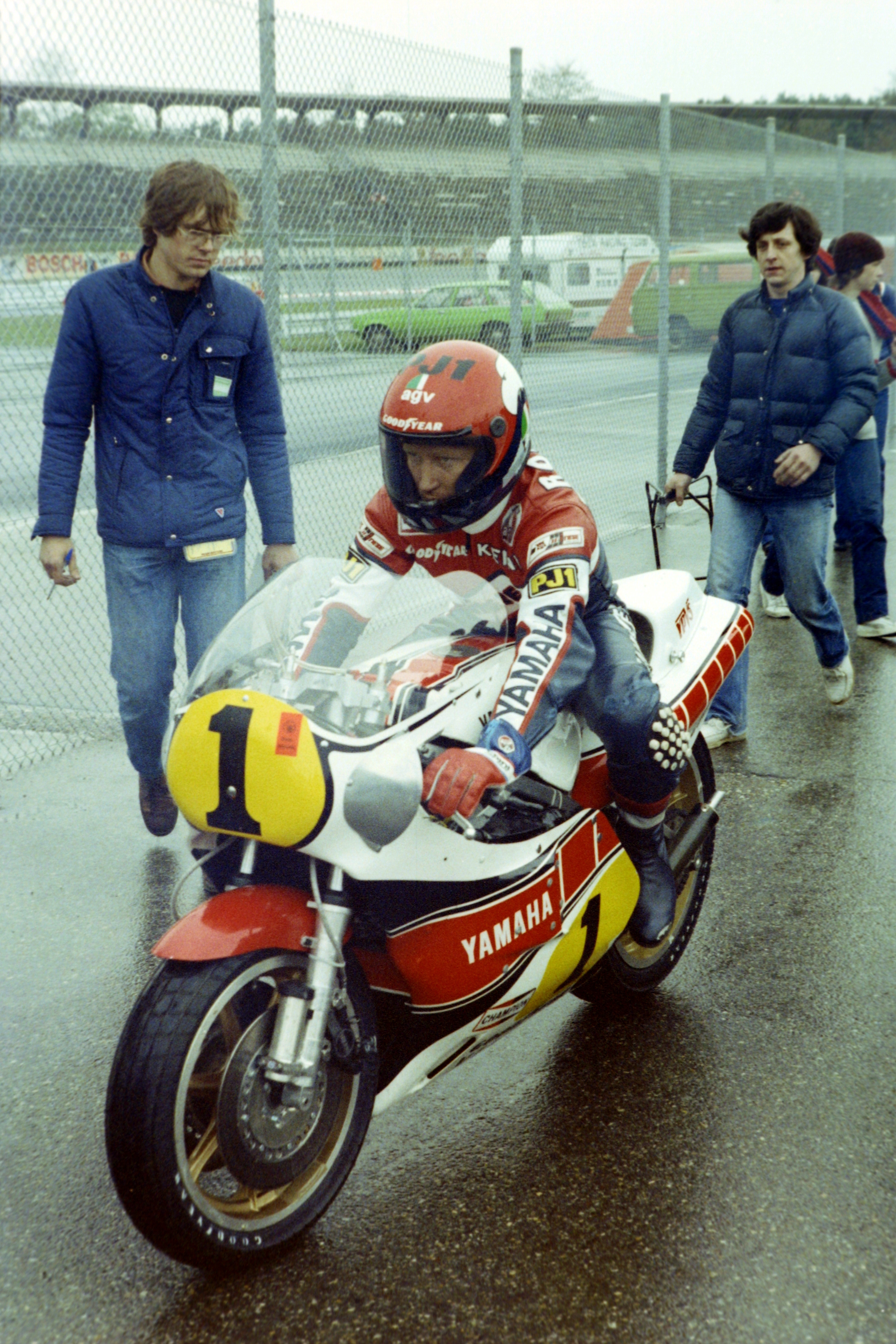
Kenny Roberts amb la Yamaha YZR500 a Hockenheim el 1981

- 1949: Primera edició del Campionat del Món de Motociclisme de Velocitat, amb les categories següents: 125cc, 250cc, 350cc, 500cc i sidecars.
- 1951: Primera edició del GP d'Espanya al Circuit de Montjuïc, com a continuació del "Gran Premi Internacional de Barcelona" que s'hi venia celebrant d'ençà de 1933.[17] El GP d'Espanya es mantingué a Montjuïc ininterrompudament fins al 1968 i s'hi allargà fins al 1976.
- 1957: Gilera, Mondial i Moto Guzzi se'n retiren a final de temporada.
- 1958: MV Agusta guanya el campionat de pilots i el de constructors a les 4 categories individuals.
- 1959: MV Agusta reté els 8 títols individuals. Honda participa en el TT Illa de Man per primer cop.
- 1960: MV Agusta reté els 8 títols individuals.
- 1962: Inici de la categoria dels 50cc.
- 1966: Honda guanya el títol de constructors a les 5 categories individuals.
- 1967: Darrer any amb nombre de cilindres i relacions de canvi il·limitats.
- 1968: Giacomo Agostini (MV Agusta) guanya els títols de 350cc i 500cc, fita que repetirà any rere any fins a 1972 inclòs.
- 1969: Ángel Nieto guanya amb Derbi el primer dels seus 13 títols mundials.
- 1974: La Suzuki RG500 esdevé la primera quadricilíndrica amb motor en quadre a la categoria de 500cc.
- 1977: El GP de Gran Bretanya es trasllada de l'Illa de Man a l'illa de la Gran Bretanya.
- 1978: Ricardo Tormo (Aiacor, 1952 – València, 1998) esdevé el primer campió del món catalanoparlant, en guanyar el títol de 50cc amb Bultaco.
- 1982: La Yamaha YZR500 esdevé la primera V4 als 500cc.
- 1984: Michelin presenta els pneumàtics radials als Grans Premis.
- 1987: S'eliminen les sortides a màquina parada.
- 1988: Wayne Rainey guanya la primera cursa de 500cc fent servir frens de disc de carboni, al GP de Gran Bretanya. Jorge Martínez "Aspar" guanya els títols de 80 i 125cc, i Sito Pons el de 250cc imposant-se a Joan Garriga.
- 1990: Les graelles de sortida de 500cc passen de 5 a 4 pilots per fila.
- 1992: Honda presenta la NSR500 amb motor Big bang. Primera edició del Gran Premi de Catalunya, a Montmeló.
- 1993: Shinichi Itoh supera la barrera dels 320 km/h (200 milles per hora) amb la NSR500 d'injecció, al GP d'Alemanya a Hockenheim.
- 1998: Els 500cc canvien a benzina sense plom.
- 1999: Primera edició del Gran Premi de la Comunitat Valenciana, a Xest. Àlex Crivillé esdevé el primer català a guanyar el mundial de 500cc.
- 2002: La nova categoria de MotoGP substitueix la de 500cc. La categoria admet motors de 4 temps fins a 990cc o de dos temps fins a 500cc.
- 2004: Les graelles de sortida de MotoGP passen de 4 a 3 motos per fila. Makoto Tamada guanya per primer cop una cursa de MotoGP amb pneumàtics Bridgestone, al GP del Brasil.
- 2005: MotoGP adopta la norma flag-to-flag, permetent els pilots d'aturar-se a boxes per a canviar la moto en cas de començar a ploure a mitja cursa.
- 2007: MotoGP es restringeix a 800cc 4 temps.
- 2008: Dunlop es retira de MotoGP.
- 2009: Michelin es retira de MotoGP i Bridgestone n'esdevé l'únic proveïdor de pneumàtics.[18][19] Kawasaki suspèn les activitats a MotoGP durant el 2009 i estudia privatitzar el seu equip.
- 2010: Moto2 es restringeix a 600cc 4 temps.
- 2012: La categoria de 125cc (motors 2 temps) és substituïda per la nova Moto3 (motors de 250cc 4 temps monocilíndric). MotoGP augmenta la cilindrada màxima a 1.000cc.[20]

## Pilots
Els millors pilots oficials viatgen arreu del món per a seguir la temporada completa del mundial. Aquest campionat gaudeix del màxim seguiment a Itàlia i l'estat espanyol, d'on provenen els pilots més reeixits de començaments del segle xxi (en el segon cas, la gran majoria són dels Països Catalans). Durant la temporada 2011, 25 pilots de vuit estats diferents varen participar en la categoria reina del campionat, MotoGP.

### Campions
El Campionat Mundial de Pilots s'atorga al pilot més reeixit de la temporada, segons un sistema de punts basat en els resultats obtinguts als Grans Premis. Giacomo Agostini és el campió més reeixit en la història del Mundial, amb 15 títols al seu palmarès (8 en la categoria de 500cc i 7 en la categoria de 350cc). El pilot amb més superioritat sobre els altres de tots els temps fou Mike Hailwood, guanyant 10 de les 12 curses (83%) a la categoria de 250cc la temporada de 1966. El segueix Michael Doohan, que en guanyà 12 de 15 (80%) la temporada de 1997 a 500cc. Valentino Rossi és el pilot més reeixit contemporani, després d'haver guanyat 9 títols, 6 de Moto GP i 1 en 500cc, 250cc i 125cc. L'actual campió de MotoGP (2011) és l'australià Casey Stoner.
Altres campions destacats al llarg del temps han estat per exemple Barry Sheene, Kenny Roberts, Eddie Lawson, Wayne Gardner, Wayne Rainey i Kevin Schwantz en grans cilindrades; Walter Villa, Kork Ballington i Max Biaggi en les mitjanes; Hans-Georg Anscheidt, Pierpaolo Bianchi i Stefan Dörflinger en petites cilindrades; Klaus Enders, Steve Webster i Rolf Biland en sidecars. Cal esmentar també destacats especialistes en curses mítiques com ara el Manx TT, entre els quals Joey Dunlop (qui el guanyà 26 vegades), John McGuinness i Steve Hislop.
A 1 de gener de 2022
| Pilot            | Títols per categoria | Títols per categoria | Títols per categoria | Títols per categoria | Títols per categoria | Total |
| Pilot            | MotoGP/500cc         | 350cc                | Moto2/250cc          | 125cc                | 80cc/50cc            | Total |
| ---------------- | -------------------- | -------------------- | -------------------- | -------------------- | -------------------- | ----- |
| Giacomo Agostini | 8                    | 7                    |                      |                      |                      | 15    |
| Ángel Nieto      |                      |                      |                      | 7                    | 6                    | 13    |
| Valentino Rossi  | 7                    |                      | 1                    | 1                    |                      | 9     |
| Mike Hailwood    | 4                    | 2                    | 3                    |                      |                      | 9     |
| Carlo Ubbiali    |                      |                      | 3                    | 6                    |                      | 9     |
| Marc Márquez     | 6                    |                      | 1                    | 1                    |                      | 8     |
| John Surtees     | 4                    | 3                    |                      |                      |                      | 7     |
| Phil Read        | 2                    |                      | 4                    | 1                    |                      | 7     |
| Geoff Duke       | 4                    | 2                    |                      |                      |                      | 6     |
| Jim Redman       |                      | 4                    | 2                    |                      |                      | 6     |
| Michael Doohan   | 5                    |                      |                      |                      |                      | 5     |
| Jorge Lorenzo    | 3                    |                      | 2                    |                      |                      | 5     |
| Anton Mang       |                      | 2                    | 3                    |                      |                      | 5     |

1. ↑  Només s'hi compten els campionats aconseguits en motocicleta (no s'hi inclouen els sidecars).

### Àmbit catalanoparlant

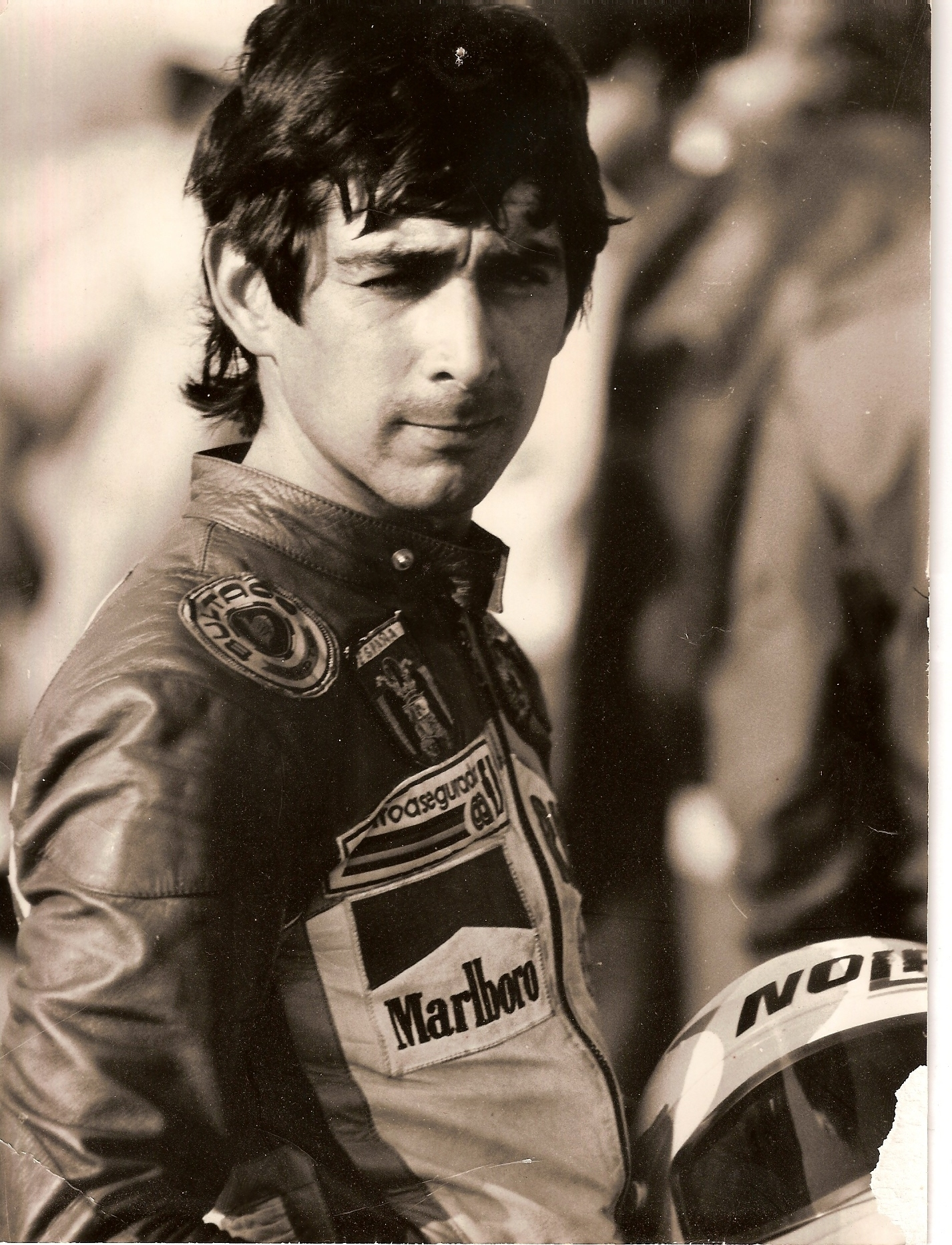
Ricard Tormo cap a 1978

Des de fa ja força anys, els Països Catalans són el bressol dels millors pilots de motociclisme actuals. Fins a la temporada 2011 inclosa, el total de 21 títols mundials aconseguits per pilots nascuts a Catalunya, País Valencià i Illes Balears (10, 8 i 3 respectivament) situa els Països Catalans en el tercer lloc del rànquing per nacionalitats, superats només per Itàlia amb 75 i el Regne Unit amb 44. Una abundància semblant de pilots d'alt nivell en un espai geogràfic reduït com aquest, fa que el Campionat estatal de velocitat (CEV), on tots ells participen o han participat als inicis de la seva carrera, sigui un dels més disputats i prestigiosos arreu del món i actuï com a veritable planter de futures estrelles (a més a més, l'ens organitzador del CEV és el mateix que organitza el Mundial: Dorna Sports). Val a dir que l'artífex de l'èxit d'aquest campionat, així com del sorgiment de nombrosos pilots catalans, fou el dirigent esportiu Joan Moreta, impulsor de la disciplina des de les federacions catalana i espanyola.
El primer pilot d'aquests territoris en aconseguir un campionat del món fou el valencià Ricardo Tormo, en guanyar el mundial de 50cc de 1978 (val a dir que abans, el 1976, Víctor Palomo ja havia guanyat el campionat de Fórmula 750, però aleshores aquest títol tenia rang només europeu). Aviat, altres pilots catalans i valencians començaren a encadenar èxit rere èxit a cavall entre les dècades de 1980 i 1990: l'alzirenc Jorge Martínez, "Aspar", dominà durant anys les petites cilindrades, el barceloní Sito Pons aconseguí dos mundials de 250cc seguits i el pilot de Seva Àlex Crivillé guanyà un mundial de 125cc i un de 500cc. Durant aquells anys, cal esmentar també els títols assolits per Champi Herreros i Emili Alzamora.
A aquests primers triomfadors els succeïren més tard el pilot de Castellar del Vallès Dani Pedrosa i el mallorquí Jorge Lorenzo, dos campions que a hores d'ara encara són entre l'elit d'aquest esport. El 2010 arrodoní l'èxit Toni Elías (fill del famós campió estatal de motocròs Toni Elías Deix), en guanyar la primera edició del mundial de Moto2. Poc després aparegueren diversos joves campions mundials que són uns dels valors més prometedors d'aquest esport, com ara Nico Terol, Maverick Viñales, Pol Espargaró i, molt especialment, Marc Márquez, la figura més destacada del motociclisme a nivell internacional en l'actualitat. Entre molts altres rècords, en acabar la temporada de 2013 Márquez és un dels únics quatre pilots a haver guanyat campionats mundials en tres categories diferents (125cc, Moto2 i MotoGP).

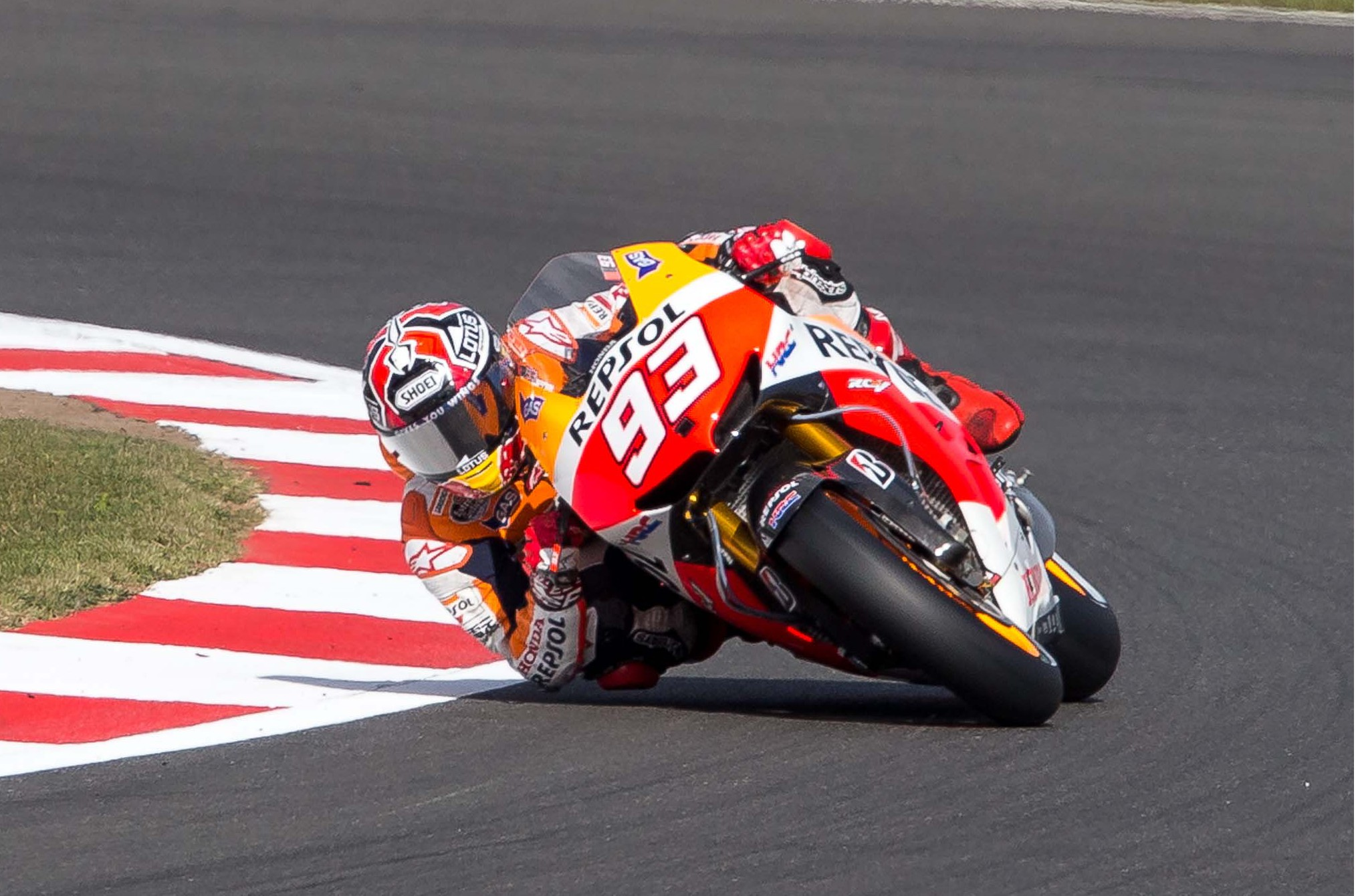
Marc Màrquez amb l'Honda de MotoGP el 2013

Un altre campió del món de velocitat català ha estat Carles Checa, tot i que no en Grans Premis sinó en Superbike el 2011. Pel que fa a una disciplina semblant, la Resistència, cal esmentar els triomfs assolits pel germà de Carles Checa, David Checa (Campió del Món el 2004), i el nord-català Marc Fontan (Campió del Món el 1980). A banda, mereix un record especial el sabadellenc d'adopció Ramon Torras (1943 – 1965), a qui només la mort prematura en una cursa irrellevant l'impedí de culminar la seva incipient i brillant carrera.
Cal no oblidar tampoc pilots que han destacat especialment al llarg de la seva carrera, molts dels quals arribaren a assolir el màxim nivell i només la manca de continuïtat, o la mala sort en forma d'avaries i lesions, els impedí d'aconseguir el preuat títol de campió del món. Entre aquests, podem esmentar Josep Maria Busquets, Salvador Cañellas, Benjamí Grau, Carles Cardús, Joan Garriga, Albert Puig, el ja esmentat Carles Checa i Sete Gibernau.
Finalment, hi ha actualment un reguitzell de joves pilots que -tot i no haver guanyat mai cap mundial- hi han mantingut una trajectòria brillant i han arribat a guanyar diversos Grans Premis, com ara Àlex Debón, Hèctor Barberà, Héctor Faubel, Sergio Gadea, Tito Rabat i les joves revelacions de la dècada del 2010 Lluís Salom, Jordi Torres, Àlex Rins i el germà petit de Marc, Àlex Márquez.

### Accidents mortals

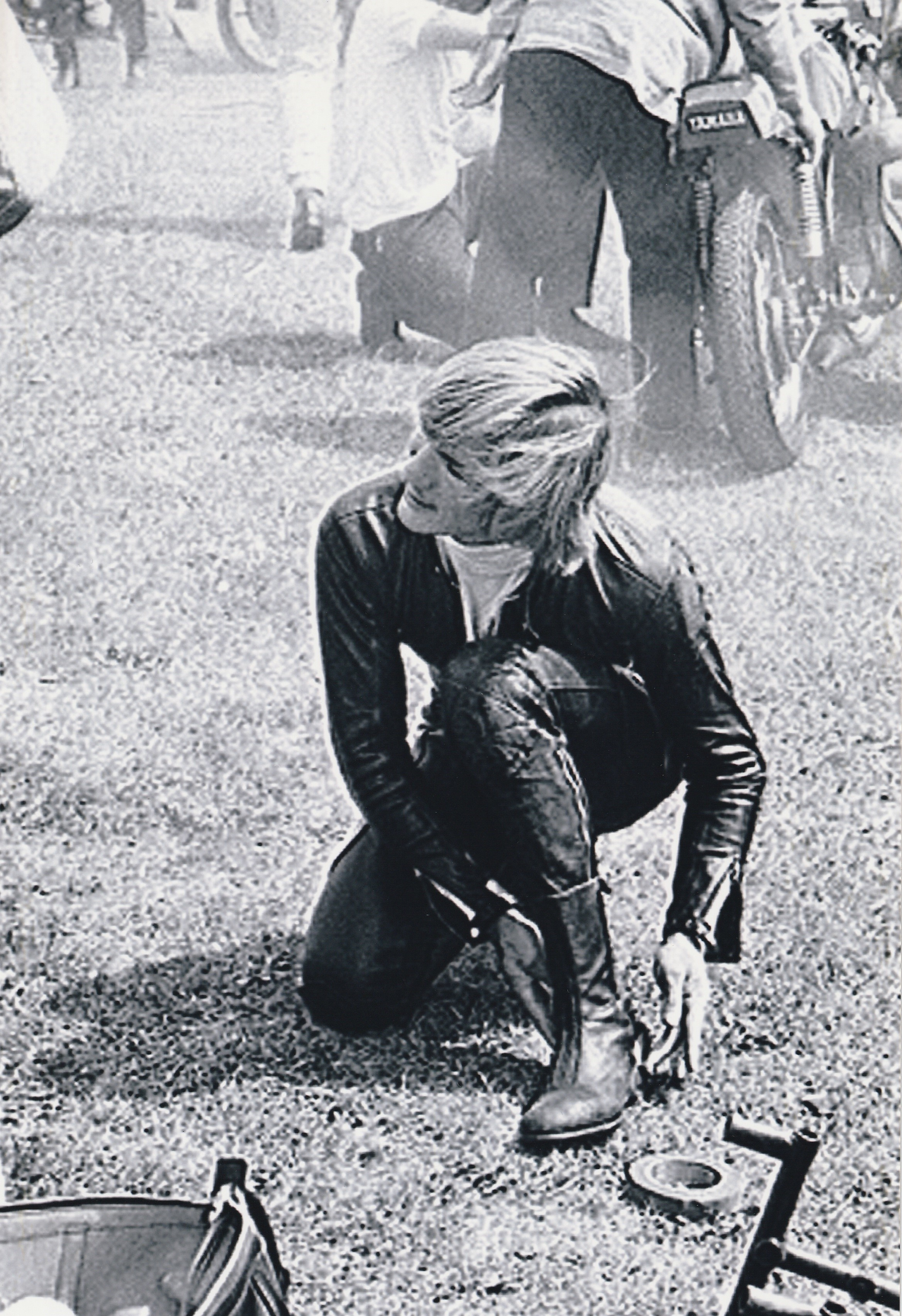
Santiago Herrero preparant-se per a córrer el TT de 1970, on va patir l'accident mortal

Els Grans Premis de velocitat s'han cobrat un nombre elevat de víctimes mortals al llarg de la seva història. Tot seguit, una llista representativa, però no pas exhaustiva:
- 1970: Es mor Santi Herrero al Manx TT quan liderava el mundial de 250cc amb OSSA. La marca catalana es retira del mundial en senyal de dol.
- 1972: Es mor Gilberto Parlotti al Manx TT, fet que a curt termini acaba comportant la pèrdua del status de Gran Premi per la històrica cursa.
- 1973: Morts de Jarno Saarinen i Renzo Pasolini al GP d'Itàlia, a Monza.
- 1980: Mort de Patrick Pons (Yamaha 500cc) i Malcolm White (passatger de Phil Love en sidecars) al GP de Gran Bretanya, a Silverstone.
- 1982: Jock Taylor (passatger de Benga Johansson) es mor al GP de Finlàndia, a Imatra, fet que acaba fent caure aquest escenari del calendari del mundial.
- 1988: Alfred Heck (passatger d'Andreas Räcke) es mor als entrenaments lliures del GP de França.
- 1989: Iván Palazzese (Aprilia) mort al GP d'Alemanya de 250cc, a Hockenheim.
- 1993: Nobuyuki Wakai (Suzuki) es mor a la sessió d'entrenaments lliures del GP d'Espanya de 250cc, al Circuit de Xerès.
- 1994: Simon Prior, passatger de Yoshisada Kumagaya, es mor en un accident amb set sidecars involucrats, durant el GP d'Alemanya a Hockenheim.
- 2003: Daijiro Kato es mor a la primera ronda de la temporada, el GP del Japó; Suzuka s'aparta del campionat per problemes de seguretat (durant el Gran Premi del Japó de Fórmula 1 del 2002 hi hagué un seriós accident al mateix tram, el 130R).
- 2010: El pilot de Moto2 Shoya Tomizawa es mor a Misano.
- 2011: El pilot de MotoGP Marco Simoncelli es mor a Sepang.[22]

### Equipament dels pilots
Els principals elements de l'equipament del pilot són aquests:
- Suport de coll: Actua com a contrafort del casc, impedint que el cap se sacsegi cap enrere en cas de caiguda.
- Granota de curses: És de cuir amb parts de fibra sintètica als llocs poc exposats. Incorpora protectores de malucs, genolls i colzes, així com protectors dorsals.
- Protectors de fregament: De plàstic dur i lliscant, es tanquen amb velcro per poder-los canviar fàcilment.
- Botes: De cuir amb reforços de kevlar, sobretot vora els turmells.
- Casc integral: Ha de ser homologat. El seu visor, recobert d'una fina pel·lícula de plàstic llevable durant la cursa (per si s'embruta o entela) serveix de protecció contra el vent i elimina l'ús d'ulleres.[24]
- Guants: De cuir amb reforços de kevlar i fibra de carboni als dits.

## Tècniques de pilotatge

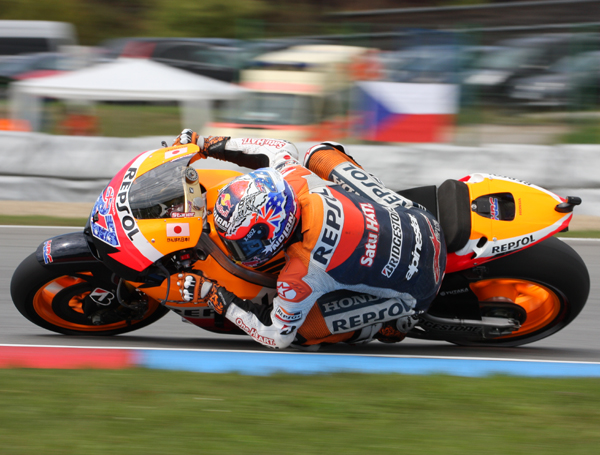
Casey Stoner negociant un revolt d'esquerres al circuit de Brno el 2011

Durant l'acceleració, el pilot duu el seu pes cap endavant per evitar que s'aixequi la roda del davant, amb la consegüent pèrdua de control de la moto. Per tal de reduir la resistència al vent i adquirir velocitat, amaga el cap rere el parabrisa. La forquilla del davant té un amortidor que redueix les oscil·lacions del manillar provocades per l'alta velocitat i l'estat de la pista, evitant així que la moto es desestabilitzi.

### Viratges
A l'hora de negociar els viratges, es tracta d'aprofitar l'adherència de la moto a la pista en el moment en què el pilot arriba al punt interior del revolt, i emprar tota l'acceleració disponible com més aviat millor quan en surti. Per a aconseguir això:
1. El pilot comença a frenar abans d'entrar al revolt i amolla el fre gradualment quan s'acosta al seu punt interior.
2. Mou els malucs cap enfora i inclina la moto cap a l'interior del revolt.
3. Mou el genoll interior cap a fora del carenat i calcula el grau d'inclinació per contacte amb el terra. Manté els malucs fora de la moto desplaçant el pes per a evitar sobrecarregar les suspensions.
4. La fase d'acceleració comença gradualment quan supera el punt interior del revolt.
5. Per a conservar la traçada ideal, el pilot es deixa portar, si és possible, cap enfora per tot l'ample de la pista.

## La moto de Gran Premi
Les característiques principals de les motos de velocitat són l'estabilitat, l'alta velocitat, una forta acceleració, fàcil conducció i baix pes. Hi ha una preocupació constant per fer-les més lleugeres, aconseguint així una millor manejabilitat i millor relació pes-potència d'acceleració. Per tant, es fan servir bastidors d'alumini o aliatge de titani i carenats de fibra de carboni que permeten una inclinació de 50º sense tocar el terra. Les rodes poden ser també de fibra de carboni, aconseguint així més lleugeresa i reducció de l'efecte giroscòpic, facilitant les inclinades. Els frens de disc acostumen a ser d'acer.
La velocitat màxima assolida mai per una motocicleta de competició en la categoria de 125cc són 249,76 km/h (aconseguida per Valentino Rossi amb Aprilia el 1996), mentre que a la categoria de MotoGP està establerta en 349,288 km/h (aconseguida per Dani Pedrosa amb l'Honda RC212V de 800cc durant els entrenaments lliures del Gran Premi d'Itàlia del 2009).
Segons una estimació feta el 2006, llogar una motocicleta d'alt nivell costava aleshores de 3 a 3,5 milions de dòlars per pilot i temporada (uns 2,3 - 2,7 milions d'euros al canvi d'abril del 2012). A causa de la crisi financera global s'estan introduint canvis a MotoGP en vistes a reduir-ne els costos, entre els quals la reducció de les sessions d'entrenament de divendres, la prohibició de suspensions actives, el llançament de frens i elements de ceràmica composta (que allarguen la vida útil del motor) i la reducció de les sessions de proves.

### Importància dels pneumàtics

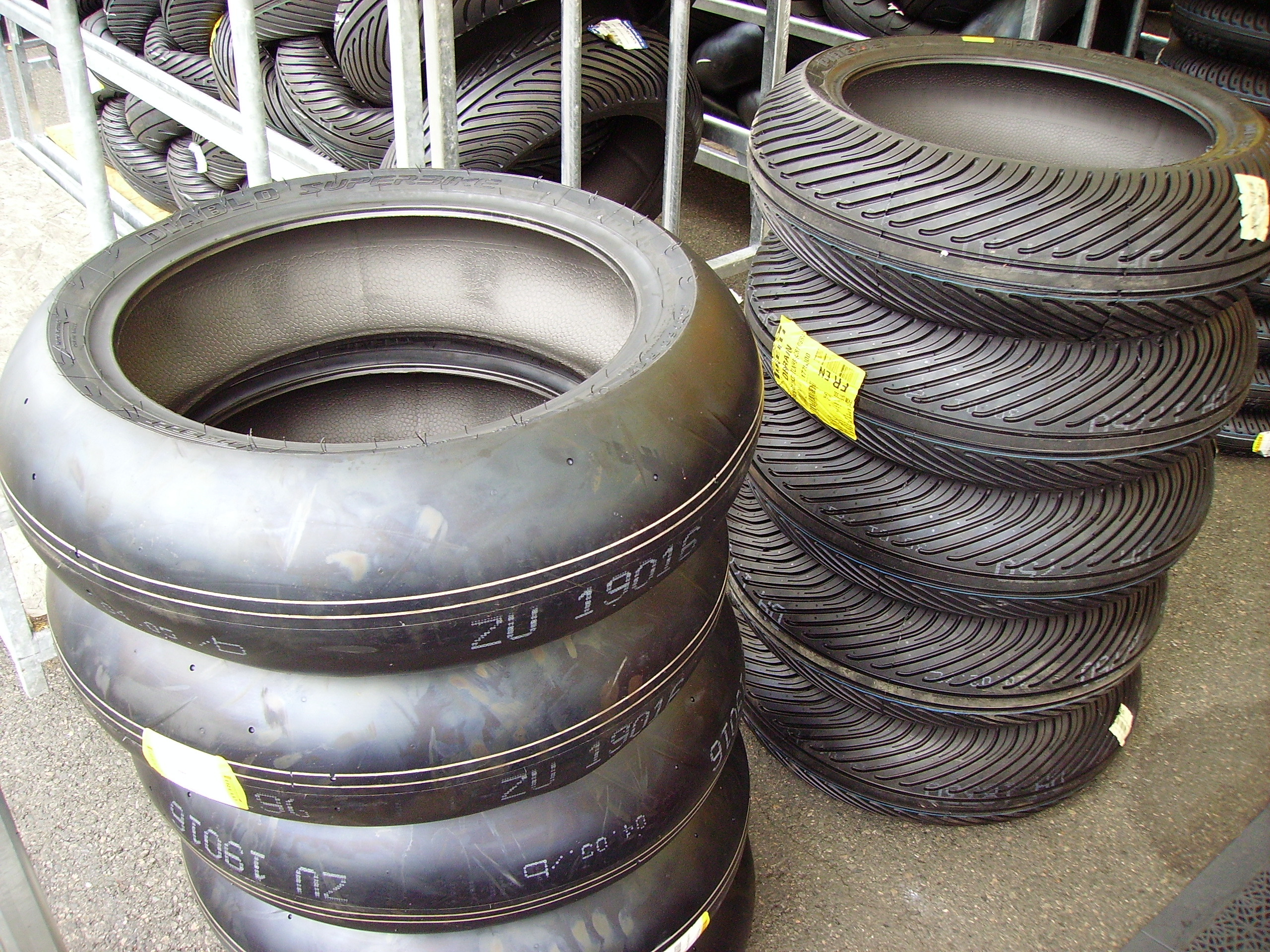
Diferents tipus de pneumàtics de cursa

La selecció dels pneumàtics és fonamental i normalment la fa el mateix pilot, basant-se en les sensacions tingudes amb la motocicleta durant els entrenaments, qualificacions i voltes d'escalfament prèvies a la cursa, així com en les previsions meteorològiques. Es mira d'aconseguir el millor compromís entre adherència i durabilitat: els pneumàtics més tous tenen més tracció però es desgasten més ràpidament; els pneumàtics més durs tenen menys tracció però tenen més probabilitats de durar tota la cursa. La conservació del cautxú al llarg de la cursa és un talent que adquireixen els millors pilots. Fins al 2008 hi havia uns pneumàtics especials Q (de "qualificació") que oferien extrema suavitat i adherència i es feien servir normalment a les sessions de qualificació. Aguantaven com a molt una o dues voltes, durant les quals el pilot aconseguia les velocitats més altes. En condicions humides es fan servir pneumàtics especials (wets, "humits") amb superfície de rodament completes, però pateixen un desgast extrem si la pista s'asseca.
Pel que fa als fabricants, Bridgestone havia dominat l'any 2007 i els pilots de Michelin Valentino Rossi, Nicky Hayden, Dani Pedrosa i Colin Edwards reconegueren deficiències als seus pneumàtics envers els Bridgestone. Rossi, decebut i crític amb els pneumàtics Michelin, va canviar a Bridgestone per al 2008 i va guanyar el Campionat del Món de manera clara. Pedrosa va canviar també a Bridgestone durant la temporada de 2008. L'únic equip de MotoGP amb pneumàtics Dunlop durant el 2007, Yamaha Tech 3, es va passar a Michelin el 2008.

### Fabricants

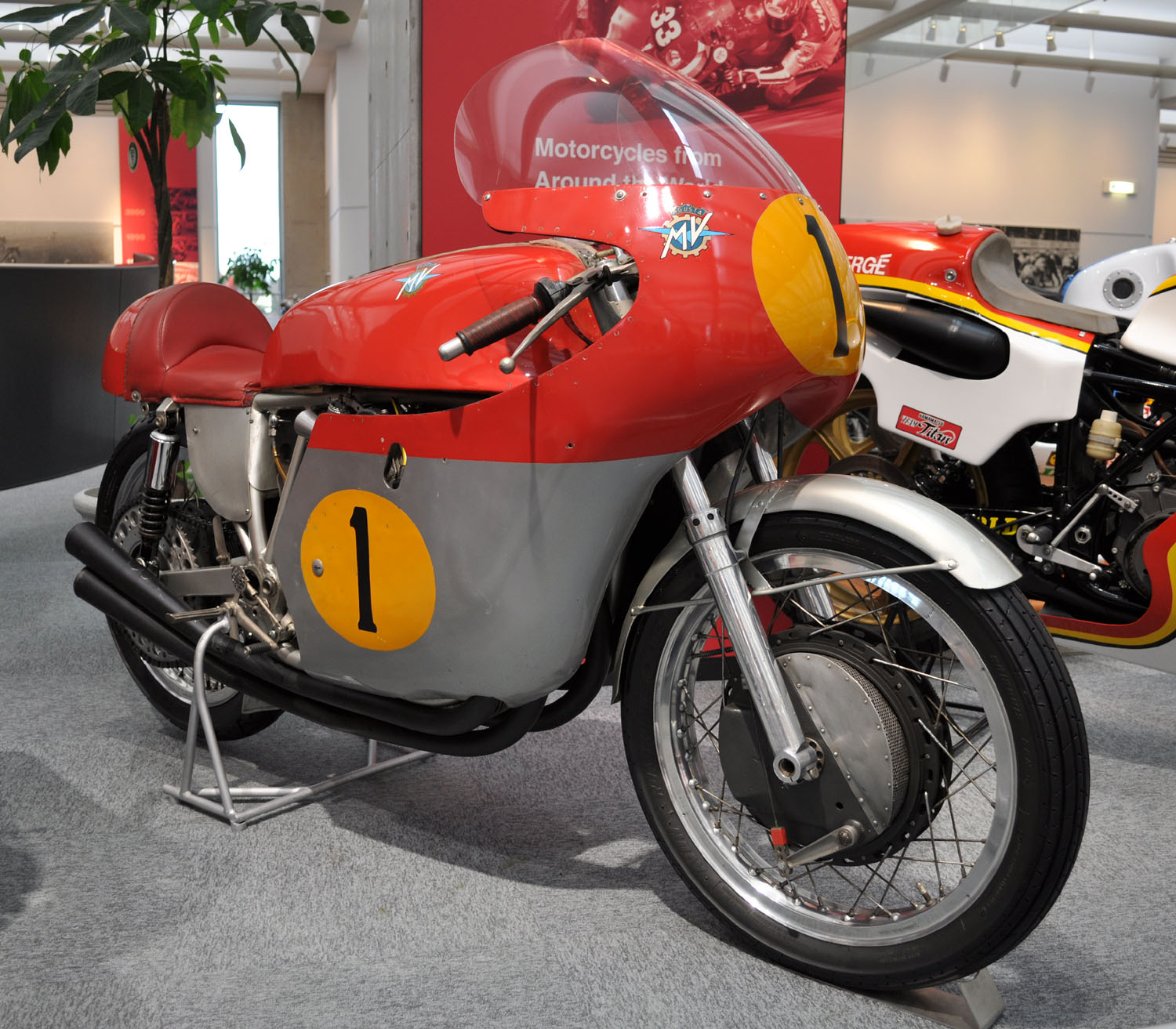
MV Agusta 500-4 de Mike Hailwood (Campiona del Món el 1965)

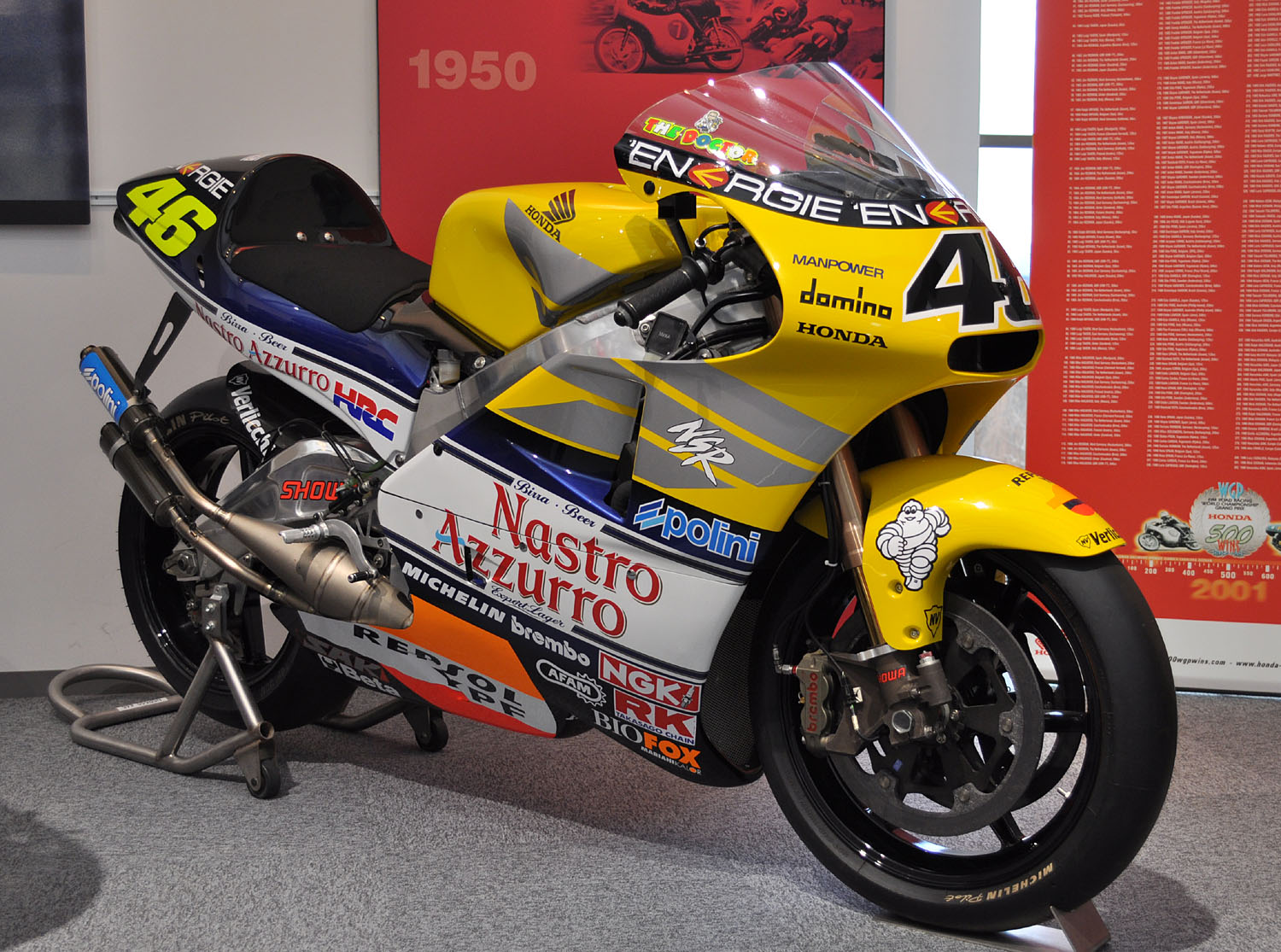
Honda NSR500 de Valentino Rossi (Campiona del Món el 2001)

Entre les principals marques de motocicletes que han pres mai part en competicions de motociclisme de velocitat, ja sigui en Grans Premis o en Superbike, podem destacar aquestes (amb asterisc les que ja no s'hi dediquen):
| Fabricants       |
| ---------------- |
| BMW              |
| KTM              |
| Derbi*           |
| Bultaco*         |
| Montesa*         |
| OSSA*            |
| Harley Davidson* |
| Aprilia          |
| Benelli*         |
| Ducati           |
| Gilera*          |
| MV Agusta*       |
| Moto Guzzi*      |
| Mondial*         |
| Honda            |
| Kawasaki         |
| Suzuki           |
| Yamaha           |
| AJS*             |
| BSA*             |
| Norton*          |
| Triumph*         |

#### Tecnologia catalana
Centrats en les cilindrades petites i mitjanes, els fabricants de motocicletes catalans han jugat durant anys un paper destacat dins el mundial de velocitat, havent-hi contribuït al llarg de la història amb aportacions tecnològiques considerables. Aquesta participació s'ha vist sovint recompensada amb èxits de ressò internacional i diversos títols mundials, tant de pilots com de constructors. La primera marca catalana a participar en el mundial fou Montesa. Tot i no seguir el calendari complet de curses, Montesa presentà a començaments dels anys 50 potents equips oficials en dues proves destacades: el Manx TT i el Gran Premi de Montjuïc. Pilots com ara Paco González, Joan Soler i Bultó, Marcel Cama, Enric Sirera, José Antonio Elizalde o Joan Bertrand, equipats amb la Montesa Sprint carenada de 125cc, obtingueren èxits a totes dues curses. Destacà el segon, tercer i quart lloc que aconseguiren Cama, González i Sirera respectivament al Manx TT de 1956. L'empresa abandonà la competició d'alt nivell a final de dècada, però el 1966 tornà a l'actualitat en contractar els germans Francesco i Walter Villa per a desenvolupar dues motocicletes altament competitives, una de 125 cc amb vàlvula rotativa i una de 250 cc bicilíndrica.

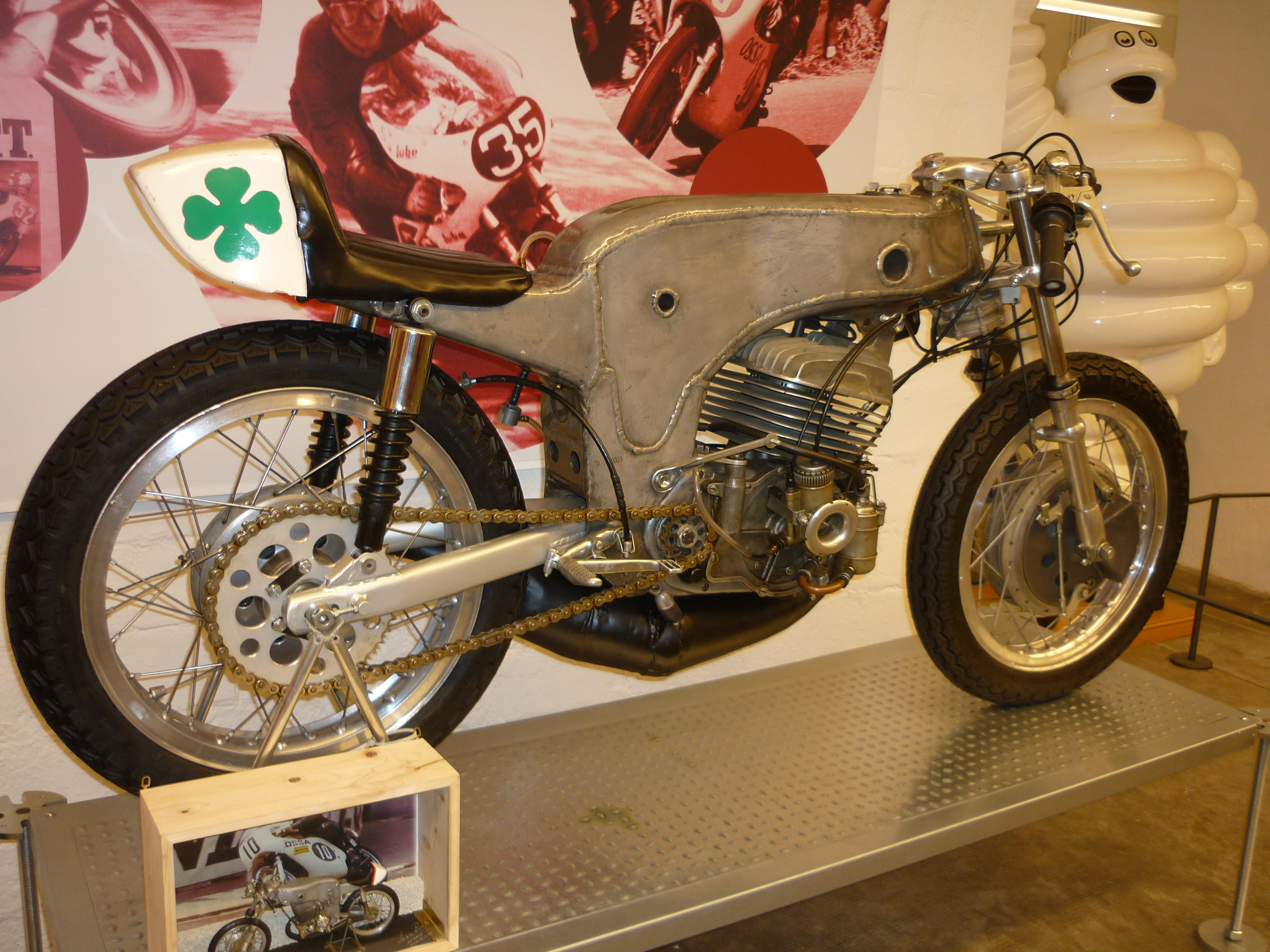
L'OSSA 250cc monocasc de Santiago Herrero (1968)

L'ànima del departament de curses de Montesa era Francesc Xavier Bultó, i quan aquest abandonà l'empresa el 1958 i fundà Bultaco, la seva nova marca començà també aviat a obtenir bons resultats internacionals. Les Bultaco TSS de 125 i 250cc varen ser durant uns anys unes de les més preuades màquines de competició "curses-client", i futurs campions com ara Barry Sheene s'estrenaren en competició amb una d'aquestes monocilíndriques de dos temps. Altres destacats pilots de la TSS en Grans Premis foren Ginger Molloy (autor amb aquesta moto del primer triomf d'una marca catalana en un Gran Premi, concretament al de l'Ulster, el 20 d'agost de 1966), John Grace i Ramon Torras. Bultaco abandonà els Grans Premis a mitjan anys 1960 i hi tornà a la fi dels anys 1970, aquest cop amb unes TSS 50 i 125 amb xassís monocasc desenvolupades amb la col·laboració dels tècnics neerlandesos Jan Thiel i Martin Mijwaart. Ángel Nieto i Ricardo Tormo tornaren a fer-les guanyar.
A mitjan anys 60 començà l'etapa brillant de Derbi, aconseguint amb les seves lleugeres 50 i 125cc nombrosos èxits i títols internacionals gràcies al seu pilot estrella, Ángel Nieto. Desenvolupades pel prestigiós tècnic Paco Tombas, les motos de Mollet del Vallès arribaren a ser conegudes com a "les bales vermelles" degut a la seva eficàcia. Derbi ha anat abandonant la competició i tornant-hi en diverses etapes, totes elles plenes d'èxits, amb pilots com ara Jorge Martínez "Aspar", Champi Herreros, Àlex Crivillé, Mike Di Meglio o Marc Márquez.

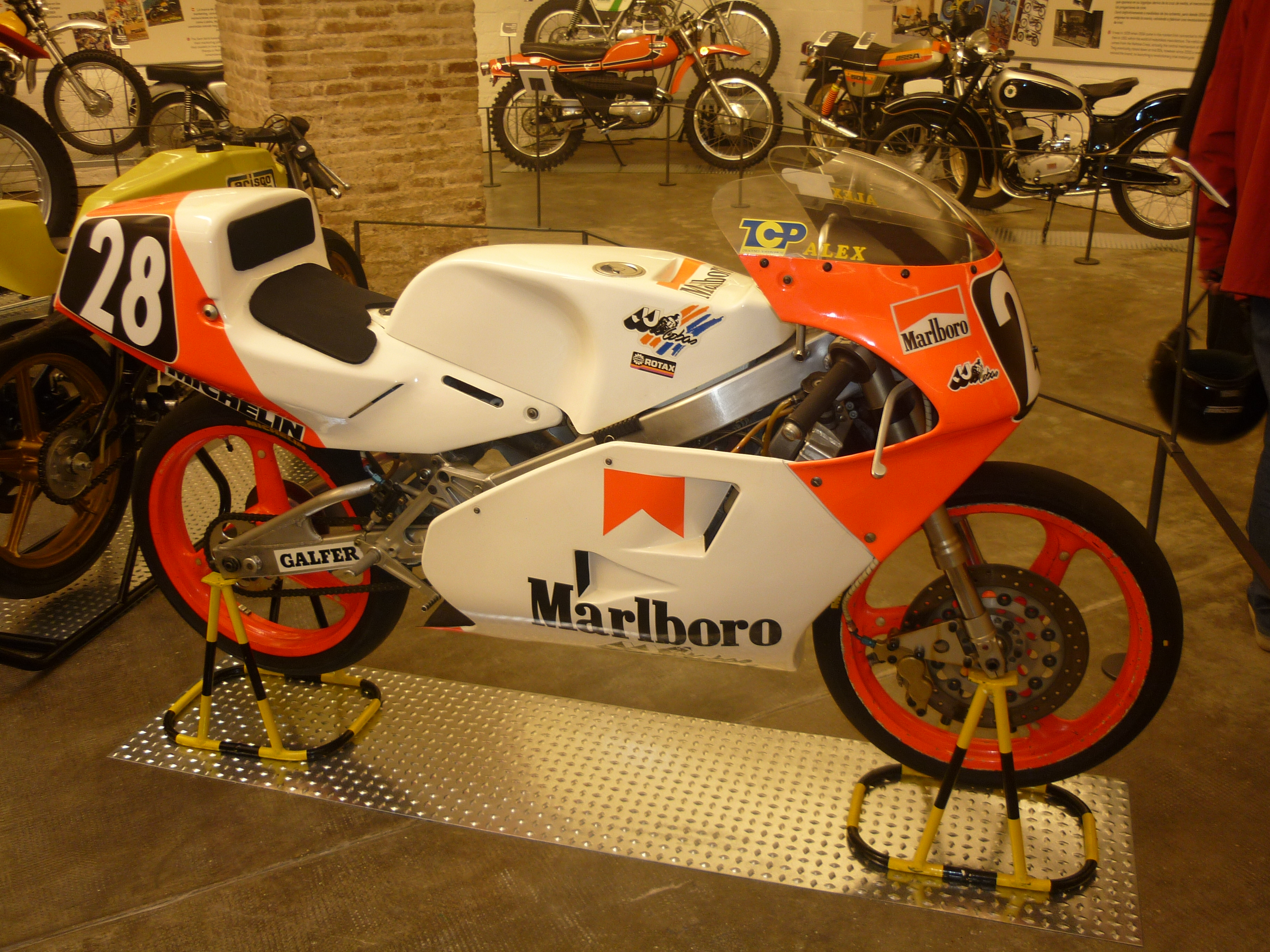
La JJ Cobas 125cc d'Àlex Crivillé (1989)

Cal recordar també el fugaç però brillant pas pel mundial d'OSSA. Al final dels any60, l'enginyer (i fill de l'amo de l'empresa) Eduard Giró, conegut com a El Tècnic, creà una revolucionària monocasc de 250cc que sorprengué els potents equips oficials del mundial. La lleugeresa i maniobrabilitat de l'OSSA, gràcies al seu xassís, suplia les mancances del seu motor monocilíndric. Amb aquesta moto, Santiago Herrero obtingué èxits importants i tot feia pensar que acabaria aconseguint-hi el títol mundial. Tot acabà sobtadament el juny de 1970, quan es morí en un fatídic accident a l'Illa de Man mentre anava líder del campionat. A ran d'això, OSSA abandonà els Grans Premis per sempre i es girà cap a la moto fora d'asfalt, com també havien fet Montesa i Bultaco, encetant entre les tres una era de domini català en disciplines com ara el trial i el motocròs que durà anys.
Finalment, mereix esment especial Antonio Cobas, brillant enginyer que durant la dècada de 1980 fabricà diverses motos de Gran Premi que destacaren per les seves innovacions tècniques, especialment pel que fa al xassís, component en el qual ideà solucions que més tard adoptaren els grans fabricants japonesos. Amb les seves primeres Siroko i Kobas de 250cc, pilots com ara Carles Cardús, Joan Garriga i Sito Pons començaren a obtenir bons resultats al mundial abans de fitxar per equips oficials japonesos. Més tard, Cobas creà la JJ Cobas amb què Àlex Crivillé guanyà el mundial de 125cc el 1989.

### Models històrics
Tot seguit, una llista representativa de models històrics de motocicleta de Gran Premi. S'hi reporten motocicletes guanyadores del Campionat del Món de velocitat en la categoria màxima (500cc fins al 2001, MotoGP del 2002 en endavant), indicant en quina temporada i amb quin pilot aconseguiren el títol. Les motocicletes amb fons gris indiquen que tenien encara motor refrigerat per aire, i amb fons blau i beix apareixen les que ja duien refrigeració líquida. El fons beix indica les motocicletes de la nova categoria MotoGP.
| Temporada | Moto                 | Motor | Motor                  | Motor      | Motor               | Velocitat màx. | Pes aprox. | Pilot            |
| Temporada | Moto                 | Cicle | Núm. Cilindres         | Cilindrada | Potència            | Velocitat màx. | Pes aprox. | Pilot            |
| --------- | -------------------- | ----- | ---------------------- | ---------- | ------------------- | -------------- | ---------- | ---------------- |
| 1951      | Norton Manx 30 M     | 4T    | 1                      | 498,2 cc   | 40 CV               | 218 km/h       | 136 Kg     | Geoff Duke       |
| 1957      | Gilera - 4           | 4T    | 4 en línia transversal | 499,5 cc   | 70 CV a 10.500 rpm  | 241 km/h       | 140 Kg     | Libero Liberati  |
| 1962      | MV-Agusta 500-4      | 4T    | 4 transversal          | 492,7 cc   | 74 CV a 10.700 rpm  | 241 km/h       | 157 Kg     | Mike Hailwood    |
| 1967      | MV-Agusta 500-Triple | 4T    | 3 en línia transversal | 491,6 cc   | 78 CV a 11.600 rpm  | 258 km/h       | 145 Kg     | Giacomo Agostini |
| 1970      | MV-Agusta 500-3      | 4T    | 3 transversal          | 491,6 cc   | 83 CV a 12.500 rpm  | 270 km/h       | 145 Kg     | Giacomo Agostini |
| 1975      | Yamaha YZR500 OW23   | 2T    | 4 en línia transversal | 494,7 cc   | 95 CV a 11.000 rpm  | 282 km/h       | 133 Kg     | Giacomo Agostini |
| 1976      | Suzuki XR-14 RG500   | 2T    | 4 en quadre            | 494,7 cc   | 114 CV a 11.250 rpm | 295 km/h       | 135 Kg     | Barry Sheene     |
| 1980      | Yamaha YZR500 OW48   | 2T    | 4 en línia             | 498,5 cc   | 125 CV a 11.000 rpm | 298 km/h       | 138 Kg     | Kenny Roberts    |
| 1985      | Honda NSR500         | 2T    | 4 en V                 | 499,3 cc   | 144 CV a 11.500 rpm | 313 km/h       | 119 Kg     | Freddie Spencer  |
| 1990      | Yamaha YZR500 OWC1   | 2T    | 4 en V                 | 498,5 cc   | 155 CV a 12.000 rpm | 306 km/h       | 120 Kg     | Wayne Rainey     |
| 1993      | Suzuki RGV500        | 2T    | 4 en V                 | 499,5 cc   | 168 CV a 12.800 rpm | 305 km/h       | 130 Kg     | Kevin Schwantz   |
| 1999      | Honda NSR500         | 2T    | 4 en V                 | 499,3 cc   | 180 CV a 12.000 rpm | 306 km/h       | 131 Kg     | Àlex Crivillé    |
|           |                      |       |                        |            |                     |                |            |                  |
| 2002      | Honda RC211V         | 4T    | 5 en V                 | 989,2 cc   | 235 CV a 15.500 rpm | 330 km/h       | 145 Kg     | Valentino Rossi  |
| 2004      | Yamaha YZR M1        | 4T    | 4 en línia transversal | 988,7 cc   | 225 CV a 15.750 rpm | 330 km/h       | 148 Kg     | Valentino Rossi  |
| 2007      | Ducati D16 GP07      | 4T    | 4 en V                 | 798,5 cc   | 220 CV a 19.000 rpm | 335 km/h       | 148 Kg     | Casey Stoner     |

### Galeria d'imatges

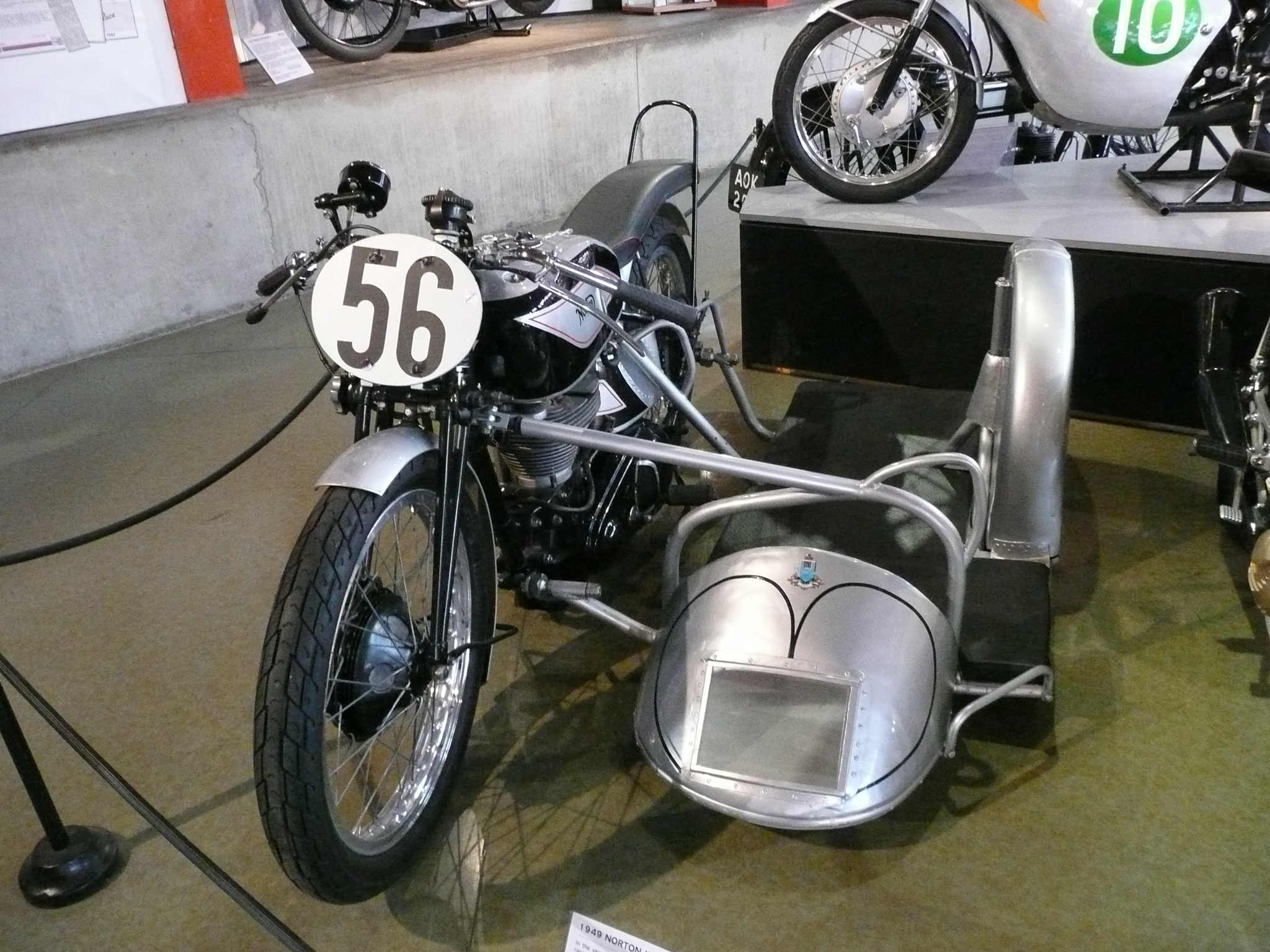
Sidecars: Norton - Watsonian (1949)
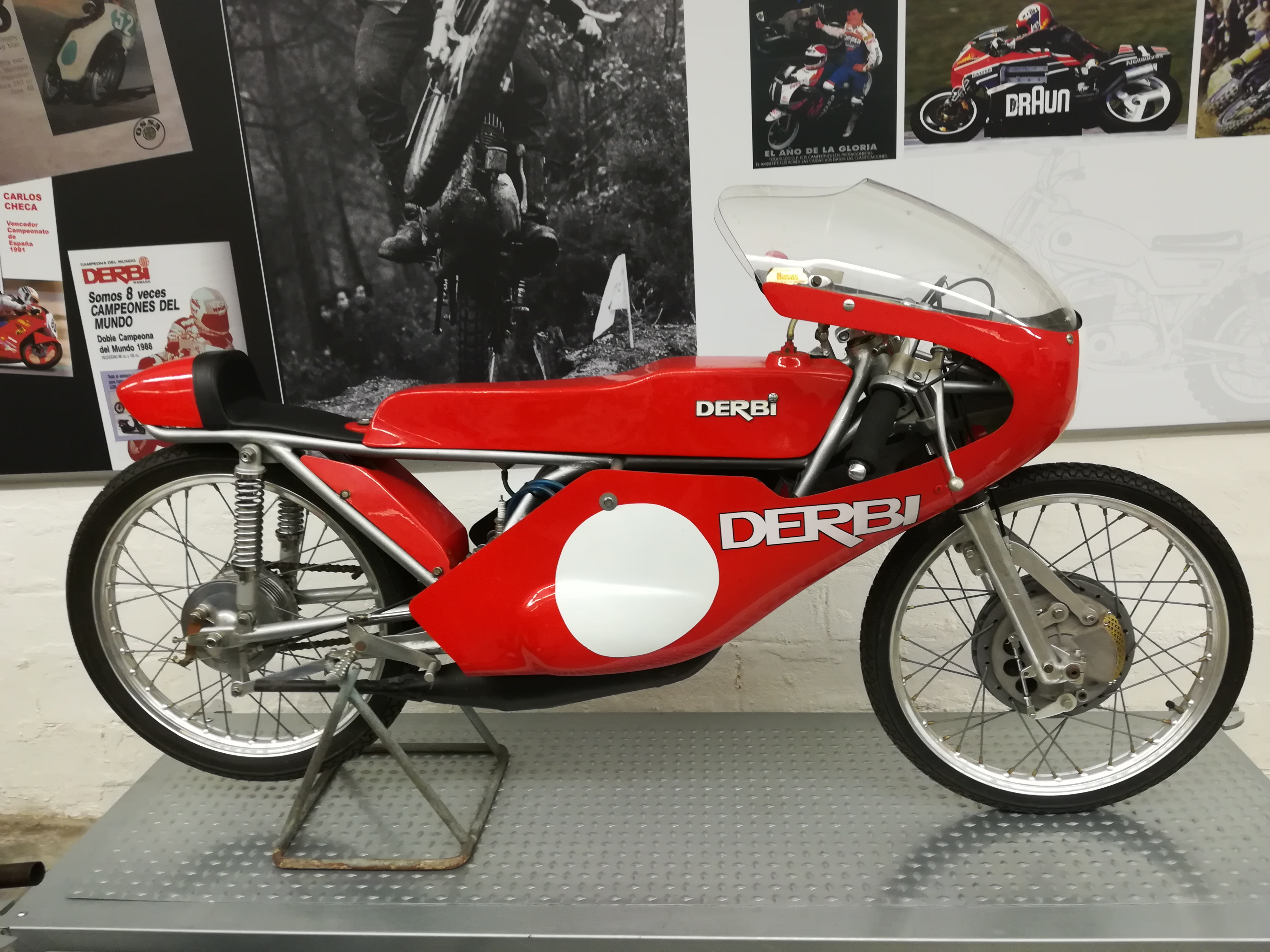
50cc: Derbi RAN (1972)
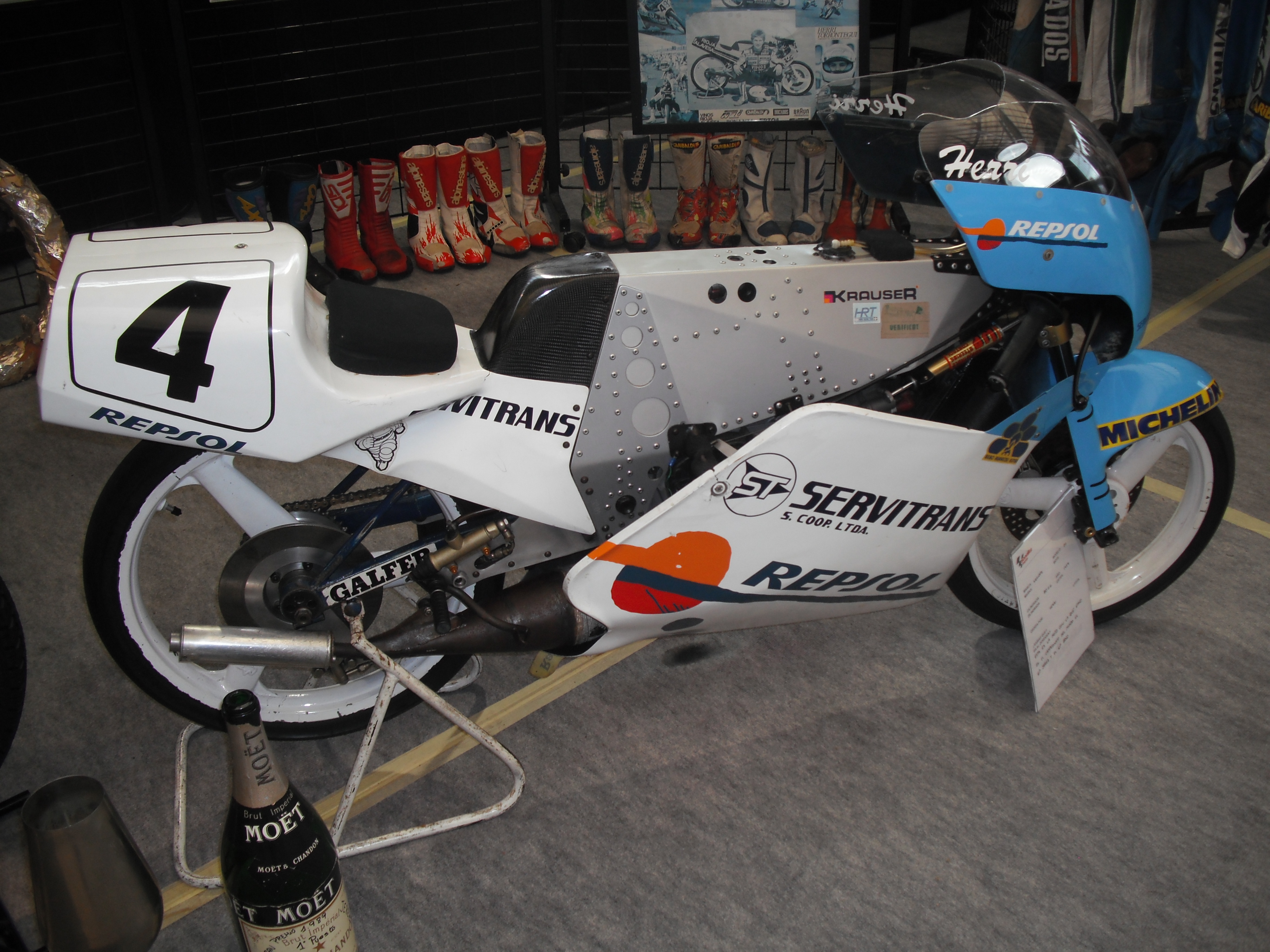
80cc: Krauser (Torrontegui, 1989)
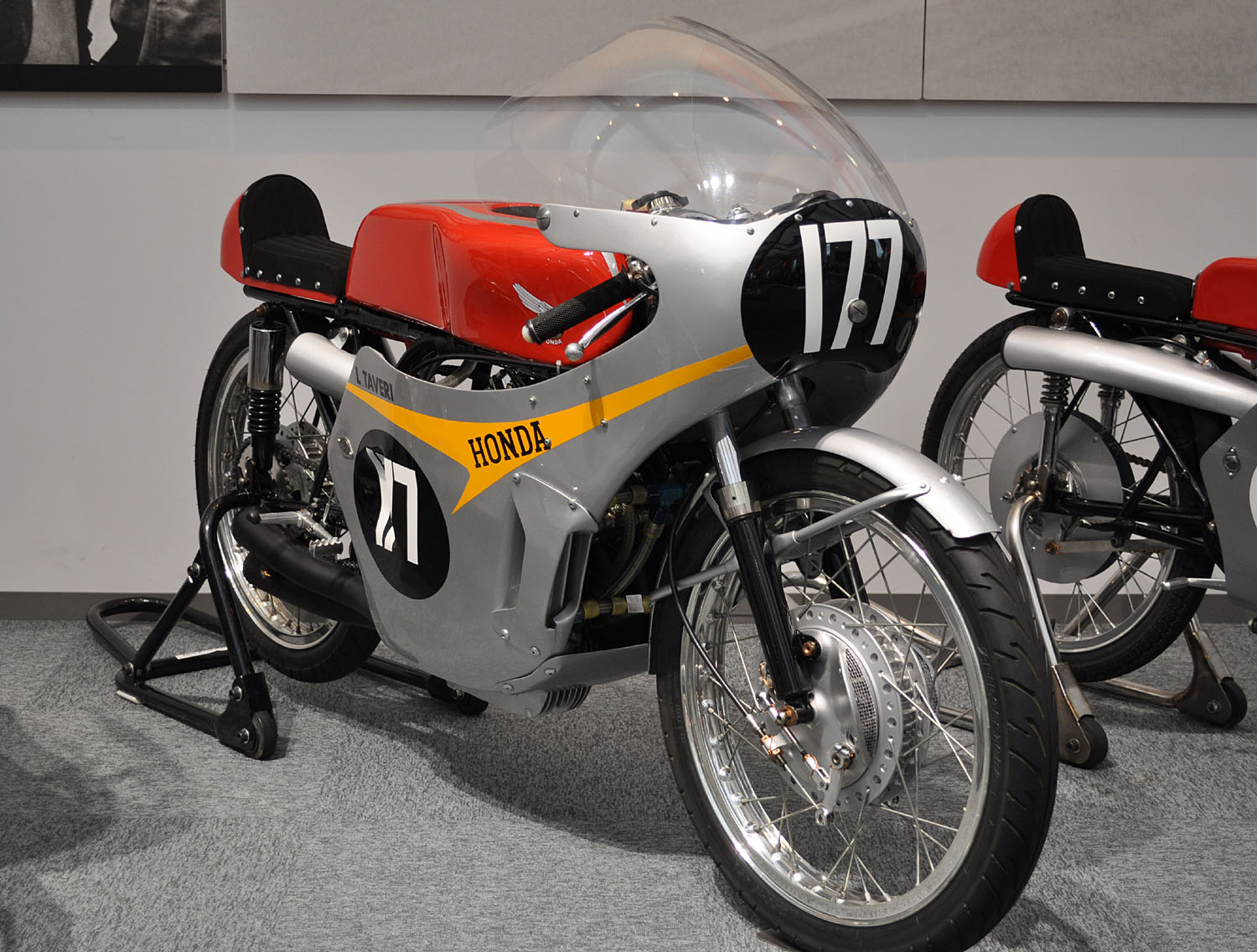
125cc: Honda RC149 (Taveri, 1966)

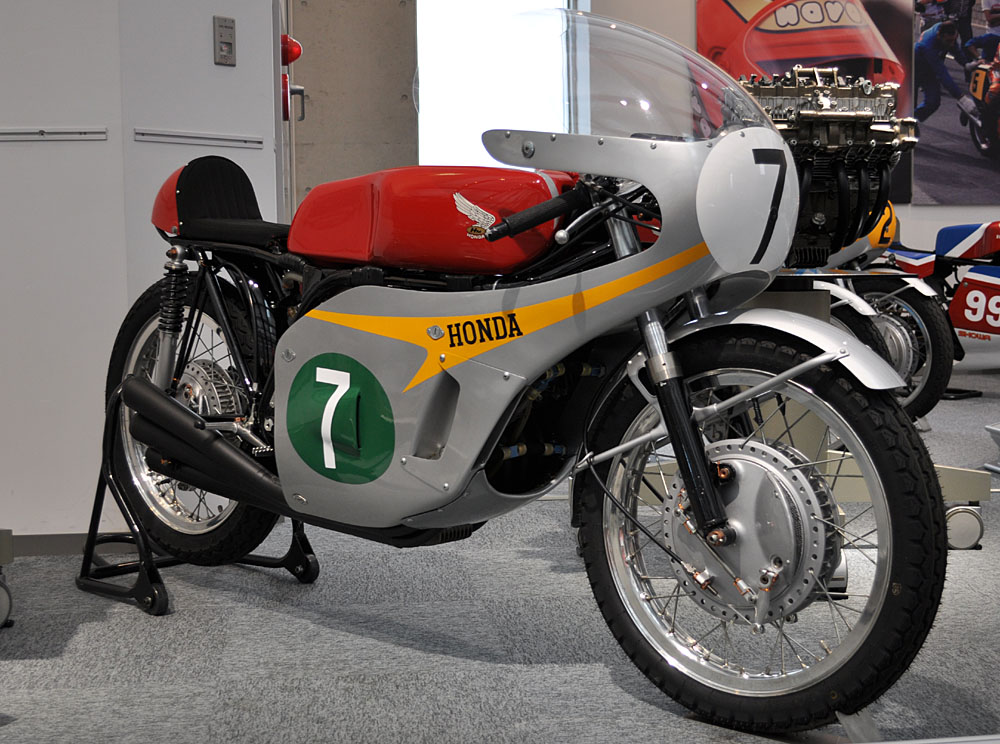
250cc: Honda RC166 (Hailwood, 1966)
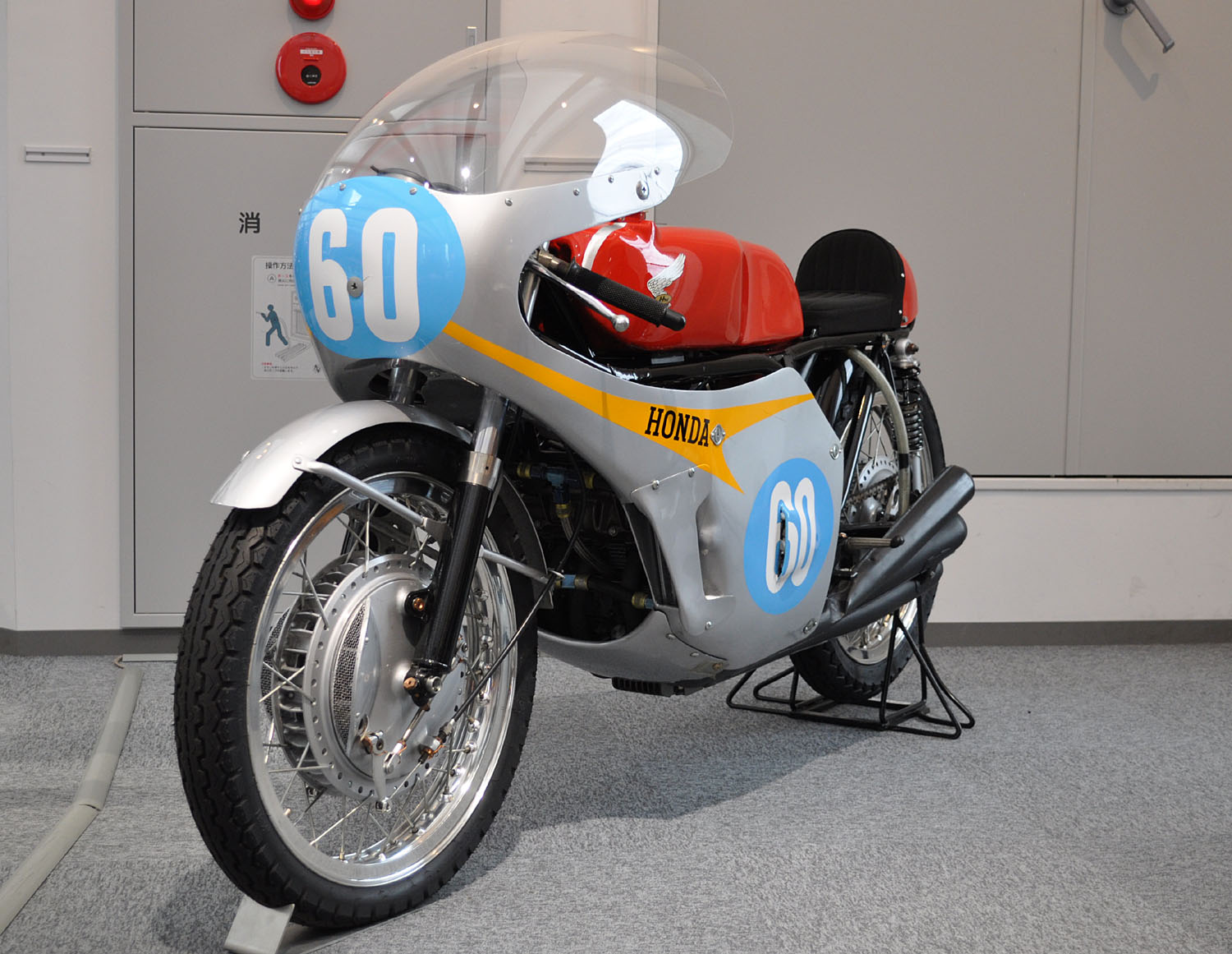
350cc: Honda RC174 (Hailwood, 1967)
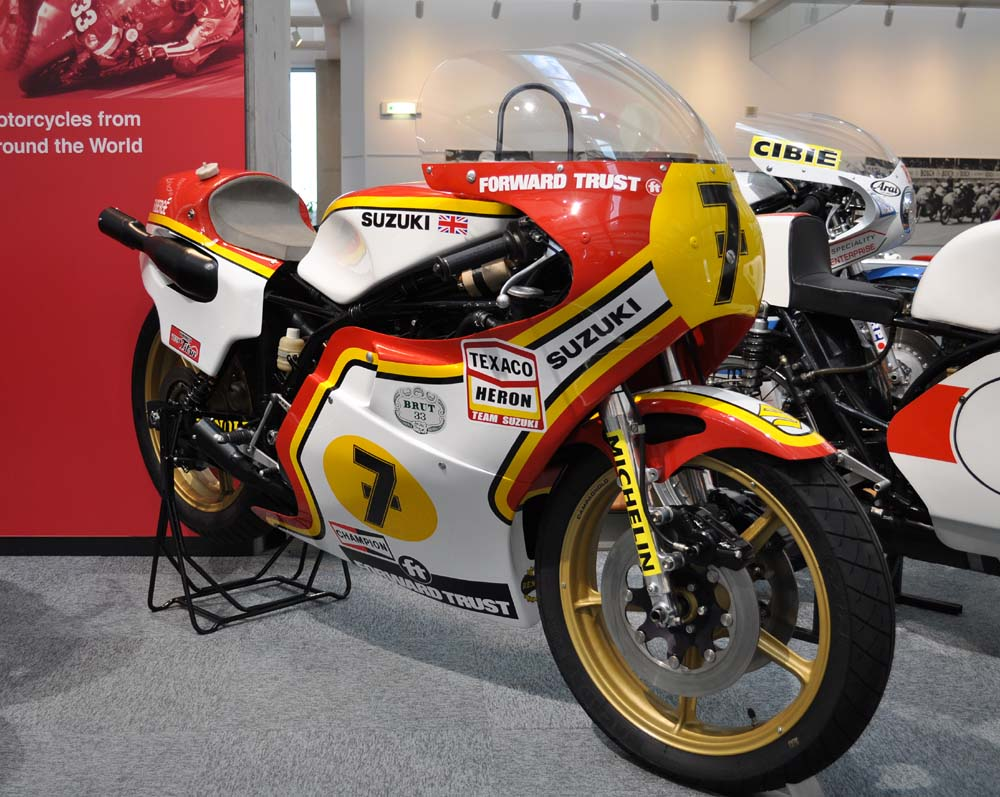
500cc: Suzuki RG500 (Sheene, 1977)
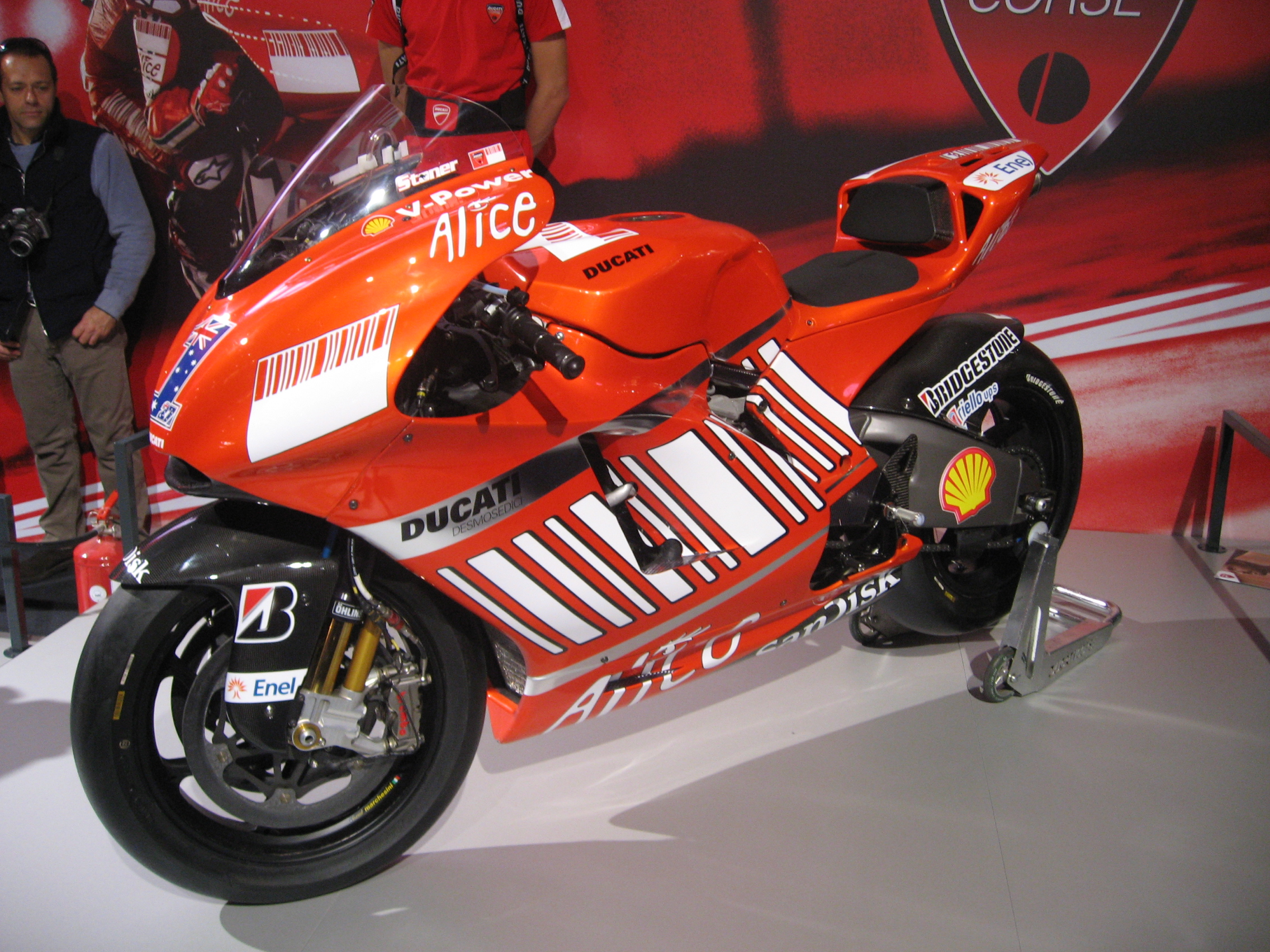
MotoGP: Ducati Desmosedici GP8 (2008)

## Altres modalitats

### Superbike
Les competicions de Superbike es reserven a motocicletes de producció modificades. Les motos que hi participen han de tenir motors de quatre temps i poden ser bicilíndriques de 800 a 1.200 cc, o quadricilíndriques de 750 a 1.000 cc. A banda, han de mantenir el mateix perfil que les seves homòlogues disponibles a les botigues. El seu aspecte general vistes des del davant, darrere i dels costats, ha de correspondre's amb el de la moto homologada per al seu ús a la via pública.
Amb aquesta mena de motocicletes es disputa des de 1988 un campionat alternatiu al mundial de velocitat, el Campionat del Món de Superbike (SBK). Pilots destacats d'aquesta competició han estat Carl Fogarty, Troy Bayliss, James Toseland, Max Biaggi i Carles Checa. A diferència del campionat del món de velocitat, al mundial de Superbike els esdeveniments consten de dues curses (anomenades "mànegues" o simplement curses, races en anglès).

### Supersport
Les curses de Supersport es reserven també a motocicletes de producció modificades, les quals han de tenir motor de quatre temps d'entre 600 i 750 cc si són bicilíndriques, o entre 400 i 600 cc si són quadricilíndriques. A banda, han de complir els requisits d'homologació establerts per la FIM. Les regulacions a la categoria Supersport són molt més estrictes que a Superbike, i les motocicletes han de mantenir-se en gran manera igual com les estàndard. La preparació del motor és possible, però seguint unes normatives molt estrictes. D'ençà de 1990, existeix també un Campionat del Món de Supersport.

### Superstock
D'ençà de 1999 es convoca també un Campionat del món de Superstock, anomenat FIM Superstock 1000 Championship, que consisteix en una categoria complementària del Campionat del Món de Superbike. És bàsicament idèntic a aquest, amb la diferència que les motos són molt més properes a les de sèrie i hi ha una restricció d'edat per als pilots. Les modificacions permeses a les motos de Superstock van més aviat adreçades a augmentar la seguretat i les possibilitats de supervivència en cas d'accident. S'hi permeten també altres modificacions encaminades a augmentar-ne el rendiment, com ara a les pastilles i discs de fre, sistemes de transmissió i d'escapament, amortidors posteriors i elements interns de la forquilla anterior.

## Circuits
Al mateix temps que les motocicletes anaven evolucionant i augmentant de prestacions, els circuits s'anaven adaptant gradualment a les noves necessitats. Així, des dels primers circuits urbans que aprofitaven carreteres i fins i tot carrers de ciutats més o menys condicionats per a acollir les curses, s'anà passant a la situació actual en què tots els Grans Premis es disputen en circuits permanents construïts específicament per a aquesta finalitat. Els primers circuits provisionals tenien en comú una longitud considerable (com ara els més de 20 km de l'antic traçat de Nürburgring o el de Spa-Francorchamps) i lògicament les curses s'hi desenvolupaven a poques voltes. Entre aquells vells circuits cal recordar els d'Anderstorp (Suècia), Imatra (Finlàndia), Opatija (Iugoslàvia), Montjuïc (Catalunya), i els antics traçats de Brno (Txecoslovàquia) i Assen (Països Baixos). A banda dels que es remodelaren i convertiren en circuits permanents, la resta anaren desapareixent l'un darrere l'altre a cavall de les dècades de 1970 i 1980.
Els circuits actuals mesuren entre 3,5 i 10 km de llarg, i la recta de sortida ha de fer com a mínim 250 metres. L'amplada de la pista no pot ser inferior als 10 metres. Entre els que acullen actualment competicions de motociclisme, podem destacar:

Mapa del Circuit de Catalunya

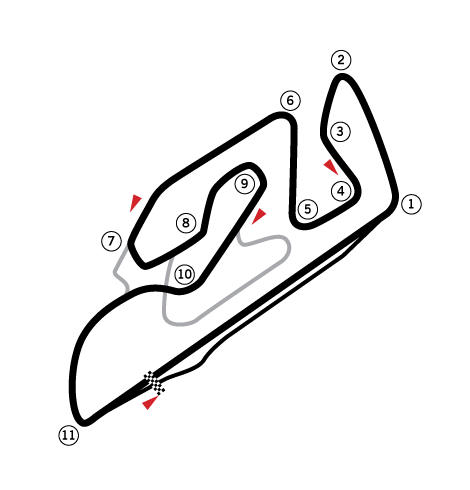
Mapa del Circuit Ricardo Tormo

| Circuits actuals            |
| --------------------------- |
| Circuit de Hockenheim       |
| Circuit de Nürburgring      |
| Circuit de Sachsenring      |
| Circuit de Phillip Island   |
| Circuit de Catalunya        |
| Circuit de Calafat          |
| Circuit d'Albacete          |
| Circuit de Jerez            |
| Circuit del Jarama          |
| Circuit de Laguna Seca      |
| Circuit de Le Mans          |
| Circuit de Paul Ricard      |
| Circuit d'Imola             |
| Circuit de Monza            |
| Circuit de Mugello          |
| Circuit de Misano Adriatico |
| Circuit de Suzuka           |
| Circuit de Motegui          |
| Circuit de Sepang           |
| Circuit d'Assen             |
| Circuit Ricardo Tormo       |
| Circuit d'Estoril           |
| Brands Hatch                |
| Donington Park              |
| Silverstone                 |
| Circuit de Brno             |
| Circuit de Kyalami          |